# Narbo Via
Narbo Via ist ein Museum in der südfranzösischen Stadt Narbonne, das deren römische Geschichte behandelt. Das Gebäude wurde von Norman Foster geplant und am 19. Mai 2021 eröffnet. Neben dem Hauptgebäude gehören organisatorisch zwei Zweigstellen zum Museum: das in der Innenstadt Narbonnes liegende Horreum, Kellergewölbe unter einem ehemaligen Markt, und das Amphoralis, ein Museum am Ort einer römischen Amphoren-Fabrik in Sallèles-d’Aude, einer Gemeinde etwa 10 Kilometer nordwestlich von Narbonne.
Der Name des Museums leitet sich ab vom römischen Namen Narbonnes „Narbo Martius“ und vom lateinischen Wort für Straße oder Weg.

## Standort und Gebäude
Von der Innenstadt aus gesehen liegt das Museum einen guten Kilometer Richtung Südwesten an der Ausfallstraße zum Autobahnanschluss Narbonne Est, nach Gruissan, zum Massif de la Clape und Narbonne-Plage. Auf der Rückseite grenzt das Grundstück an den Canal de la Robine. Im Nordwesten und Südwesten schließen begehbare Grünanlagen an das Gebäude an, letztere wird als Terrasse der Cafeteria genutzt. Das Flachdach bildet in etwa ein Quadrat mit hundert Metern Kantenlänge. Das eigentliche Gebäude ist kleiner, da das Dach seitlich weit übersteht. Der Weg von der Straße zum Eingang auf der Nordwestseite ist dadurch auf Höhe des Gebäudes großzügig überdacht.
Der Baukörper ist 97 Meter lang, 85 Meter breit und 8 Meter hoch. Er umfasst eine Fläche von 8000 Quadratmetern, von denen 2700 für die Dauerausstellung, 500 für Wechselausstellungen und 3000 für Arbeitsräume für archäologische Forschung und für Restaurierungen vorgesehen sind. Diese Arbeitsräume sowie Büros sind hinter der Mur lapidaire untergebracht, welche das Gebäude somit in einen öffentlichen und einen nicht-öffentlichen Bereich unterteilt. Restaurierungen können für Keramiken, Mosaike, Malereien auf Putz und für Steinfragmente durchgeführt werden. Ein Auditorium für Konferenzen oder Seminare bietet Platz für 200 Personen. Das Grundstück ist etwa drei Hektar groß.
Der Eingang befindet sich im hinteren Bereich der Nordwestseite. Vom Eingangsbereich hat man einen direkten Blick durch das Gebäude auf die am anderen Gebäudeende liegende „Mur lapidaire“. Rechts dieser Sichtachse (südwestlich) befinden sich die Cafeteria mit Glasfront zur Terrasse und der Museumsshop, links davon der Kassenbereich. Abgesehen von der Mur lapidaire, die fast die ganze Länge des Gebäudes einnimmt, befindet sich die Dauerausstellung in der nordöstlichen Gebäudehälfte, zur Straße hin. Hier wird in einem Rundgang durch die Ausstellung geführt.

## Dauerausstellung
Die Ausstellung in den Räumen nach der Mur lapidaire ist in sechs inhaltliche Abschnitte unterteilt, wobei diese nicht immer mit den Raumgrenzen übereinstimmen. Die folgenden Abschnitte stellen die Situation im Jahr der Eröffnung, 2021, dar.

### Mur lapidaire
Die Mur lapidaire ist ein 76 Meter langes, 10 Meter hohes Hochregallager aus Metall, in dem 760 bearbeitete Steinblöcke aus Gebäuden aus Narbonnes römischer Zeit in gleichmäßigen Abständen ausgestellt sind. „Mur lapidaire“ bedeutet zu deutsch etwa „Wand der Steinschneidekunst“ oder „Wand der Bildhauerei“. Im deutschen Besichtigungsplan wird sie Steingalerie genannt.
Die zahlreichen Monumentalbauten von Narbo Martius, darunter ein Forum, mehrere Tempel und ein Amphitheater wurden während der Spätantike oder im Mittelalter zerstört. Ihre Steine wurden bei der Errichtung von neuen Gebäuden und bei der Stadtmauer wieder verwendet. In der Renaissance befahl König Franz I. die schönsten Stücke neben den Stadttoren einzumauern. Als die Stadtmauern zwischen 1886 und 1884 geschleift wurden, wurden die Blöcke römischen Ursprungs in der ehemaligen Kirche Notre Dame de Lamourguier gestapelt ausgestellt und schließlich in das Museum Narbo Via überführt.

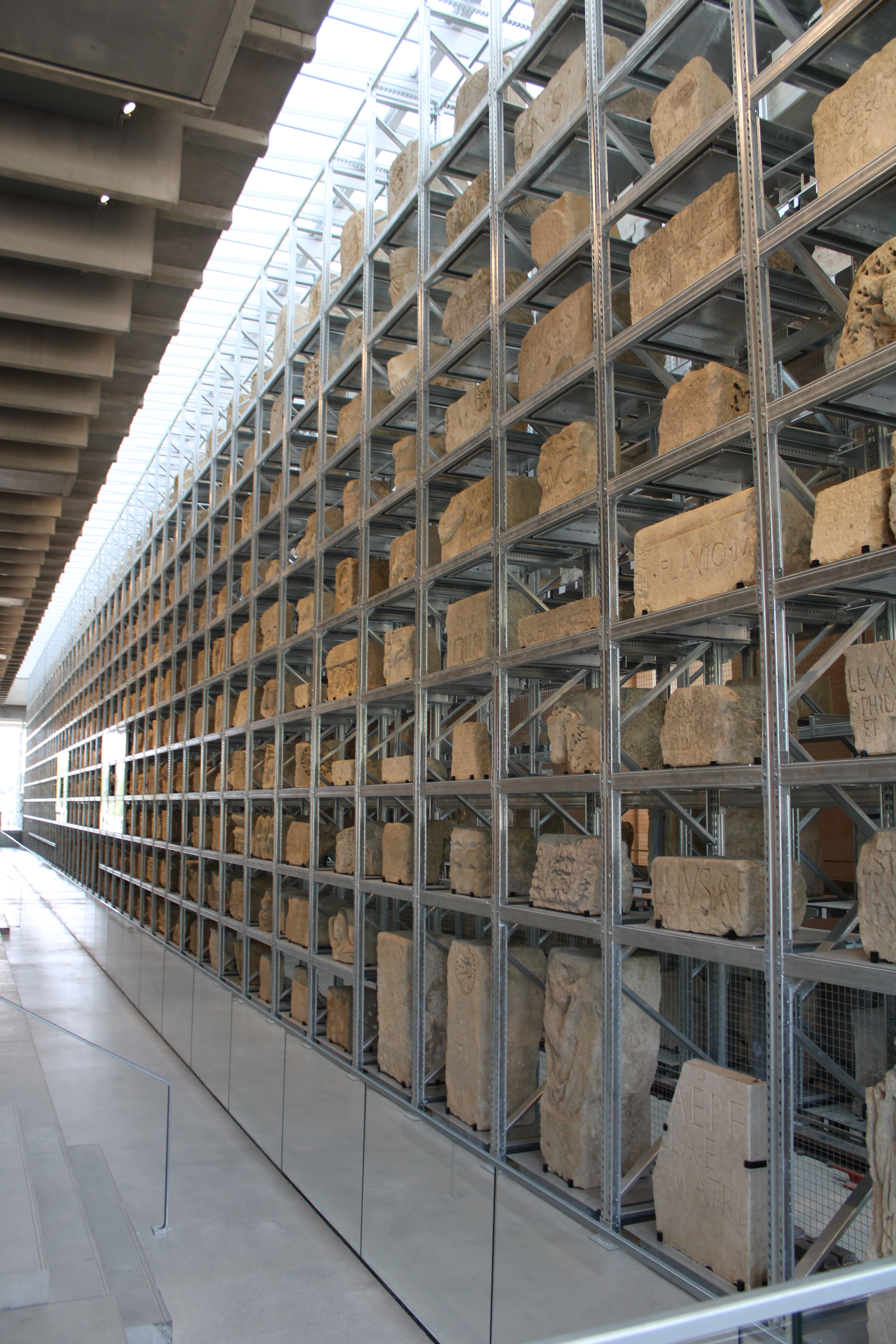
Ansicht aus Süden
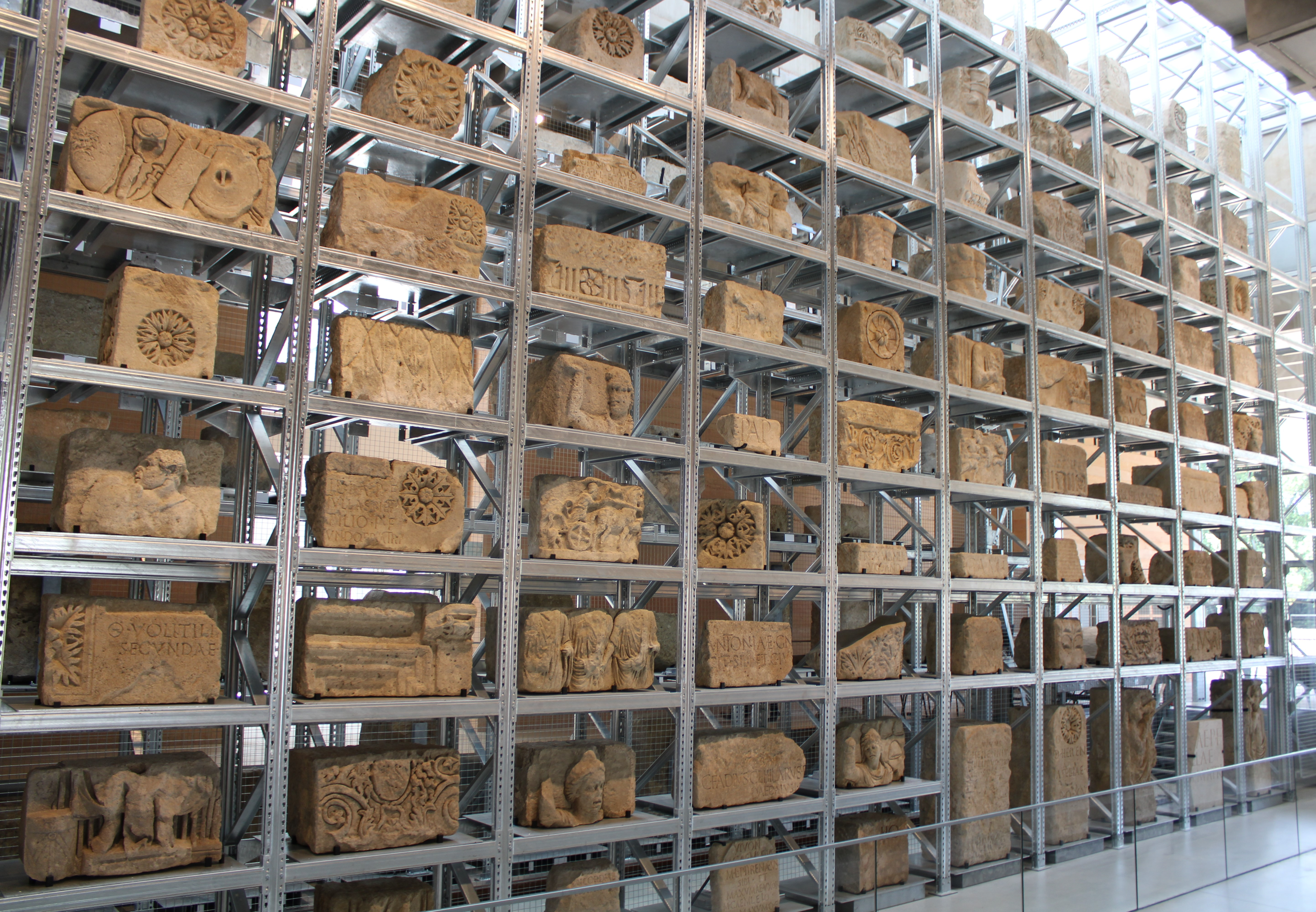
Frontalansicht
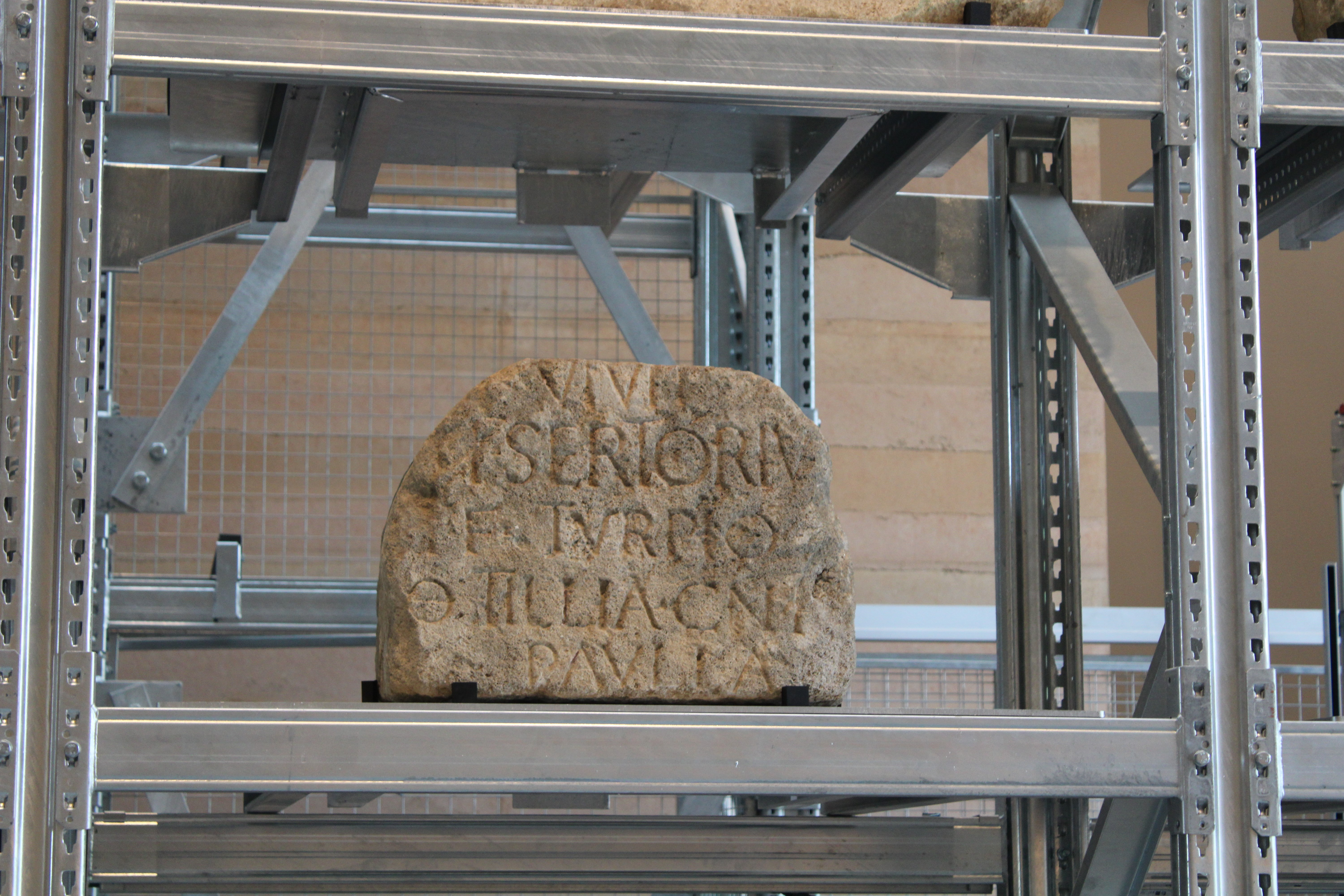
Kalksteinblock mit Inschrift.
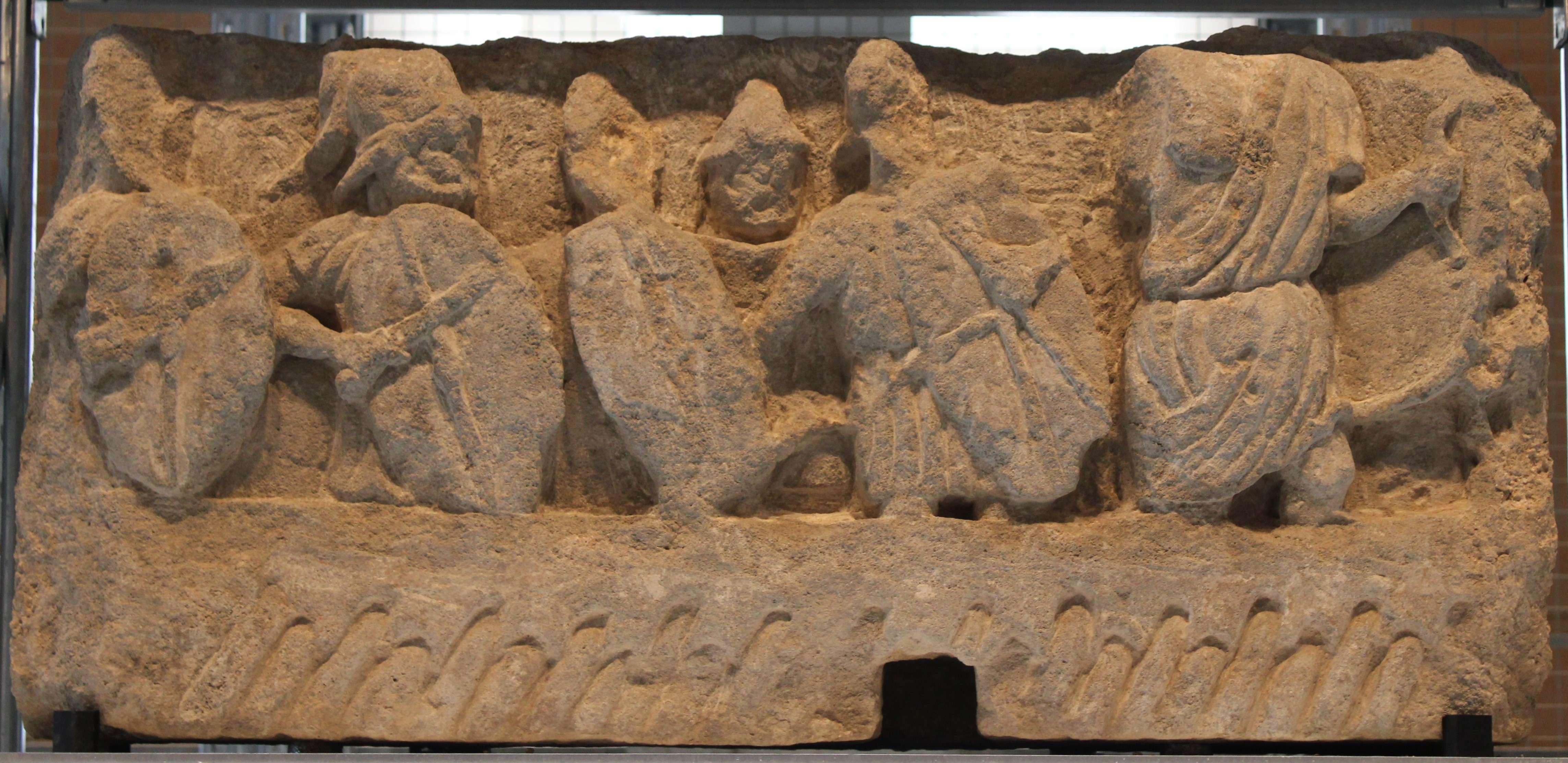
Relief mit Soldaten und Schiff
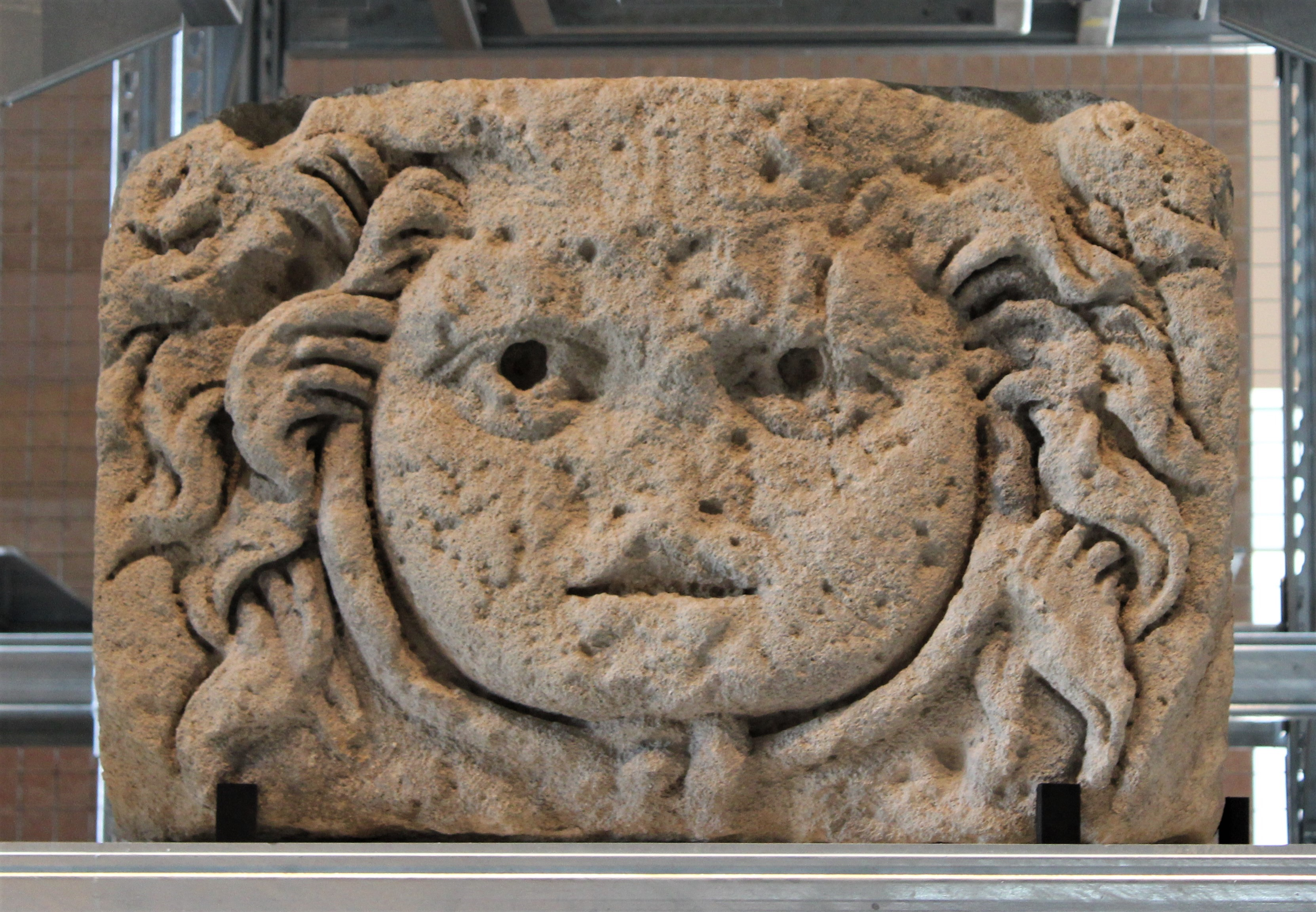
Gorgonenhaupt
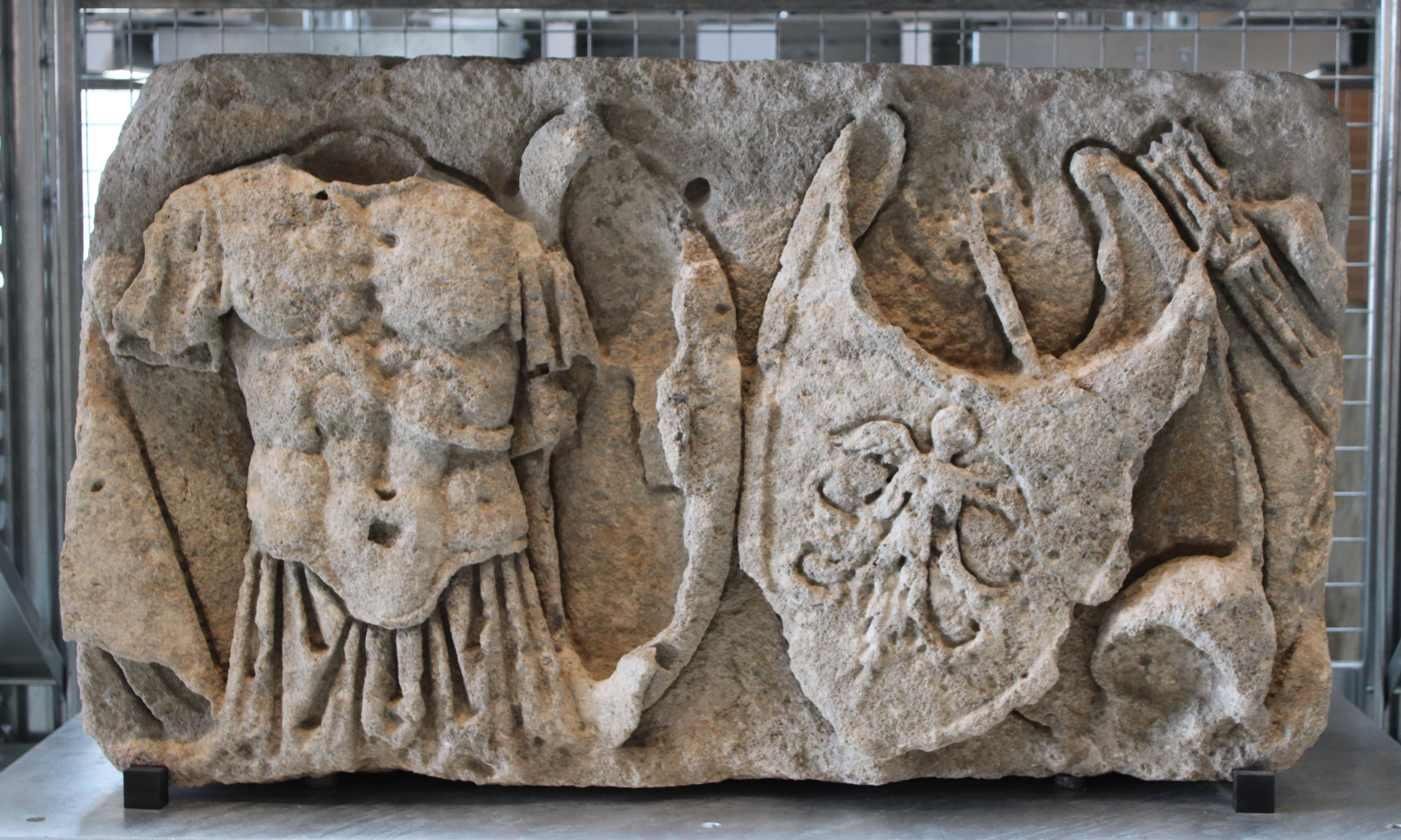
Relief mit Rüstung und Waffen
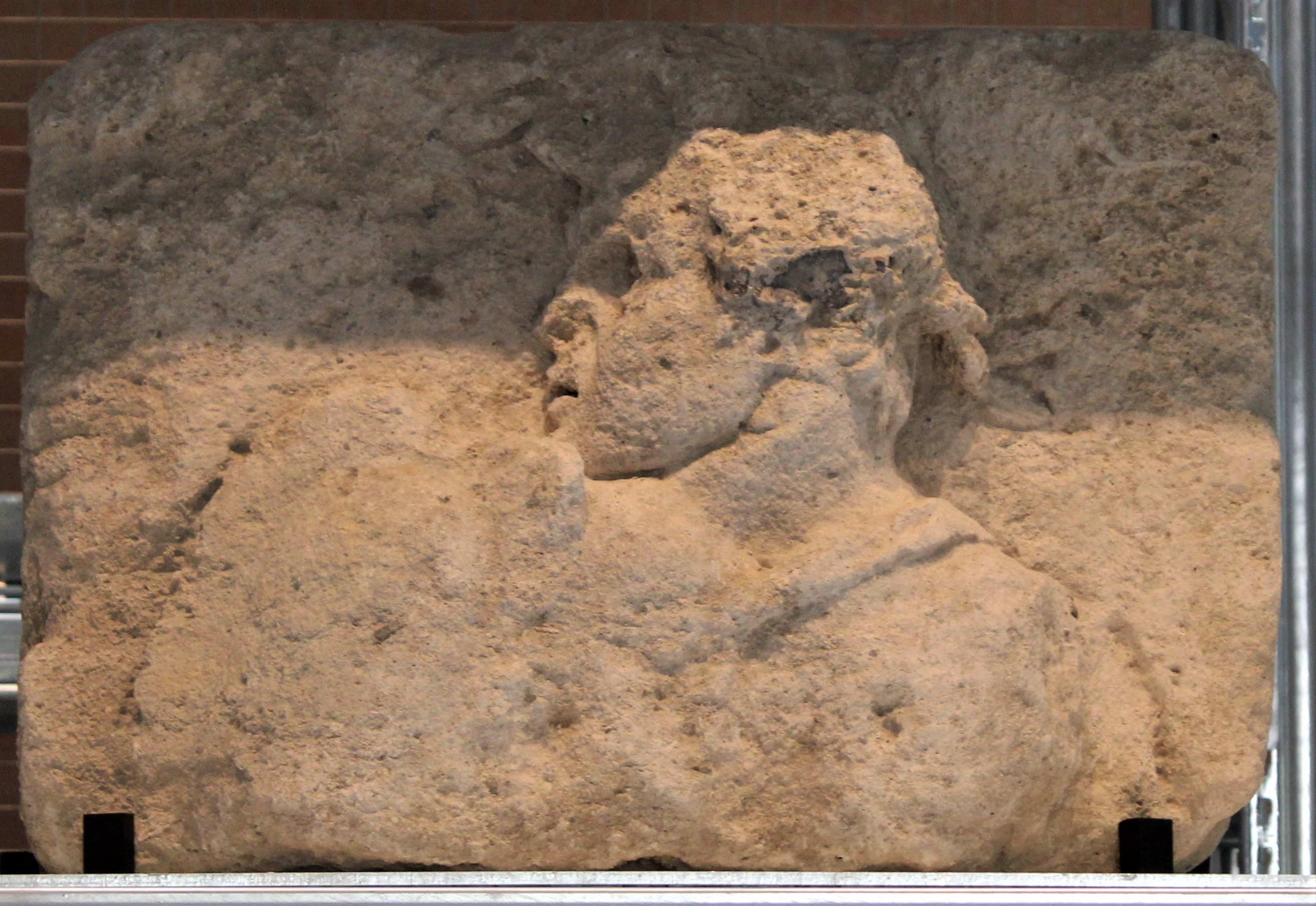
Gladiatorendarstellung

### Die erste römische Siedlung
Der kleinste Ausstellungsbereich hat die Gründung von Narbo Martius als erste römische Kolonie in Gallien im Jahr 118 v. Chr. zum Thema. Eine dynamische Multimedia-Karte der Region zeigt die landschaftlichen Veränderungen über die Zeit. Fundstücke, die den beiden Jahrhunderten vor der Zeitenwende zugerechnet werden, sind hier ausgestellt.

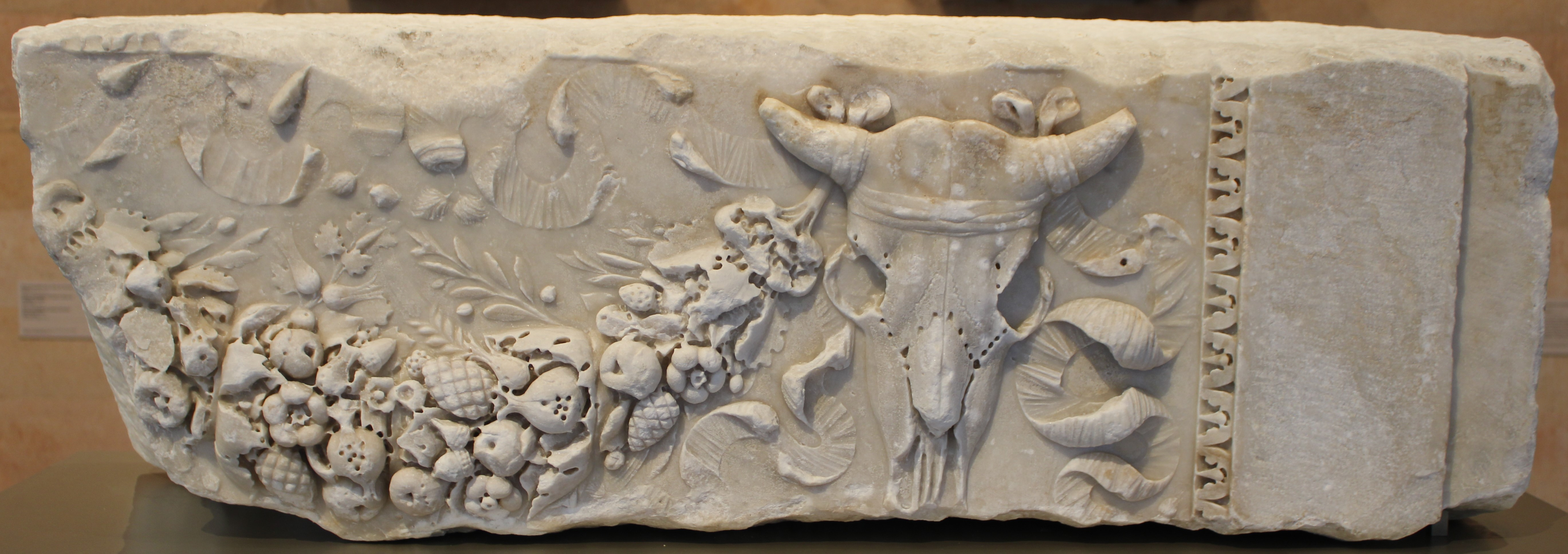
Marmorfries mit Girlande und Ochsenschädel. Spätes 1. Jh. v. Chr., typisch für die Zeit Augustus'.

### Die Stadt und ihre Bauwerke
Das goldene Zeitalter von Narbo Martius war im 1. und 2. Jahrhundert nach Christus. Die Stadt dehnte sich inklusive Nekropole auf knapp 240 Hektar aus. Im rechtwinkligen Straßenmuster befanden sich auch die typischen Repräsentationsbauten einer römischen Stadt: Forum, Tempel, Amphitheater, Markt. Dieser Museumsabschnitt zeigt Rekonstruktionen des Stadtbildes, der Gebäude und passende Fundstücke.

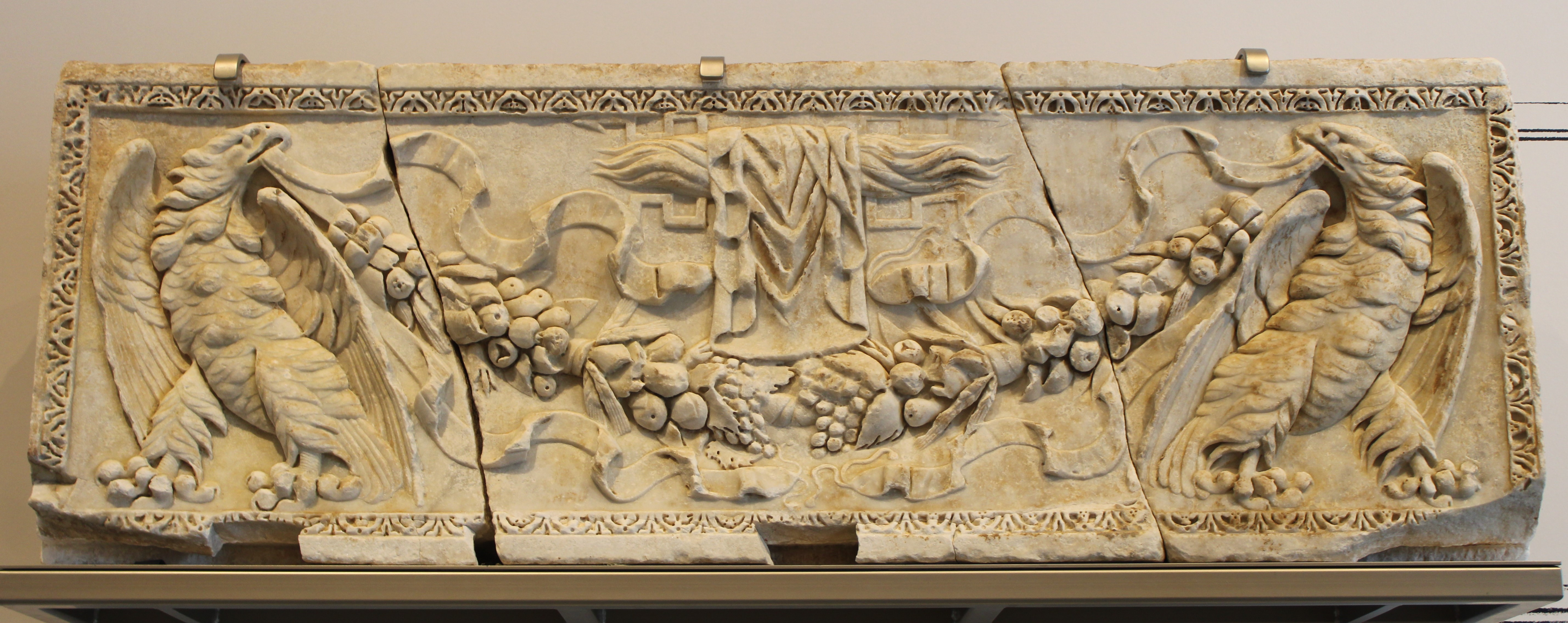
Marmorblock mit Adlern, die eine Girlande halten. Erste Hälfte des 2. Jh. n. Chr. Das Ursprungsgebäude ist unbekannt. Es wurde im Chor der Kirche Sainte-Marie-de-la-Major wiederverwendet.

### Die Gesellschaft und ihre Totenstätten
Die Grabmale wohlhabender Römer zeigten häufig Szenen aus deren Leben. Daher geben entsprechende Fundstücke einen Eindruck von Berufen und Gesellschaftsstruktur der antiken Stadt. Aber auch andere Stücke, die Aufschluss über die Gesellschaft in Narbo Martius geben, werden hier präsentiert, wie zum Beispiel ein Altar zum Pax Augusta, mehrere Steinköpfe, Statuen und Inschriften.

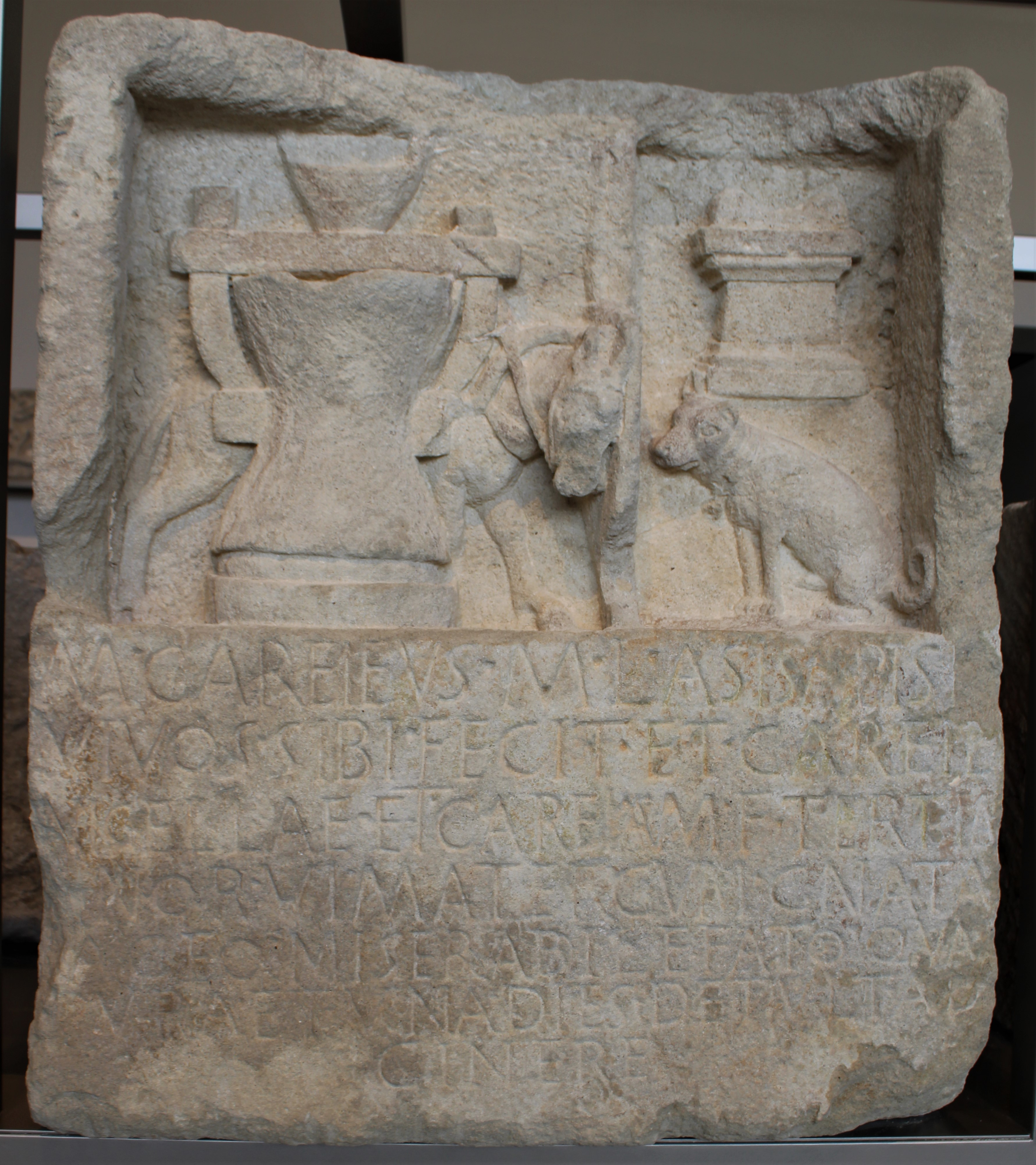
Grabstele des Bäckers Marcus Careieus Asisa mit Maultier, Mühlstein und Hund. 1. Hälfte 1. Jh. n. Chr.
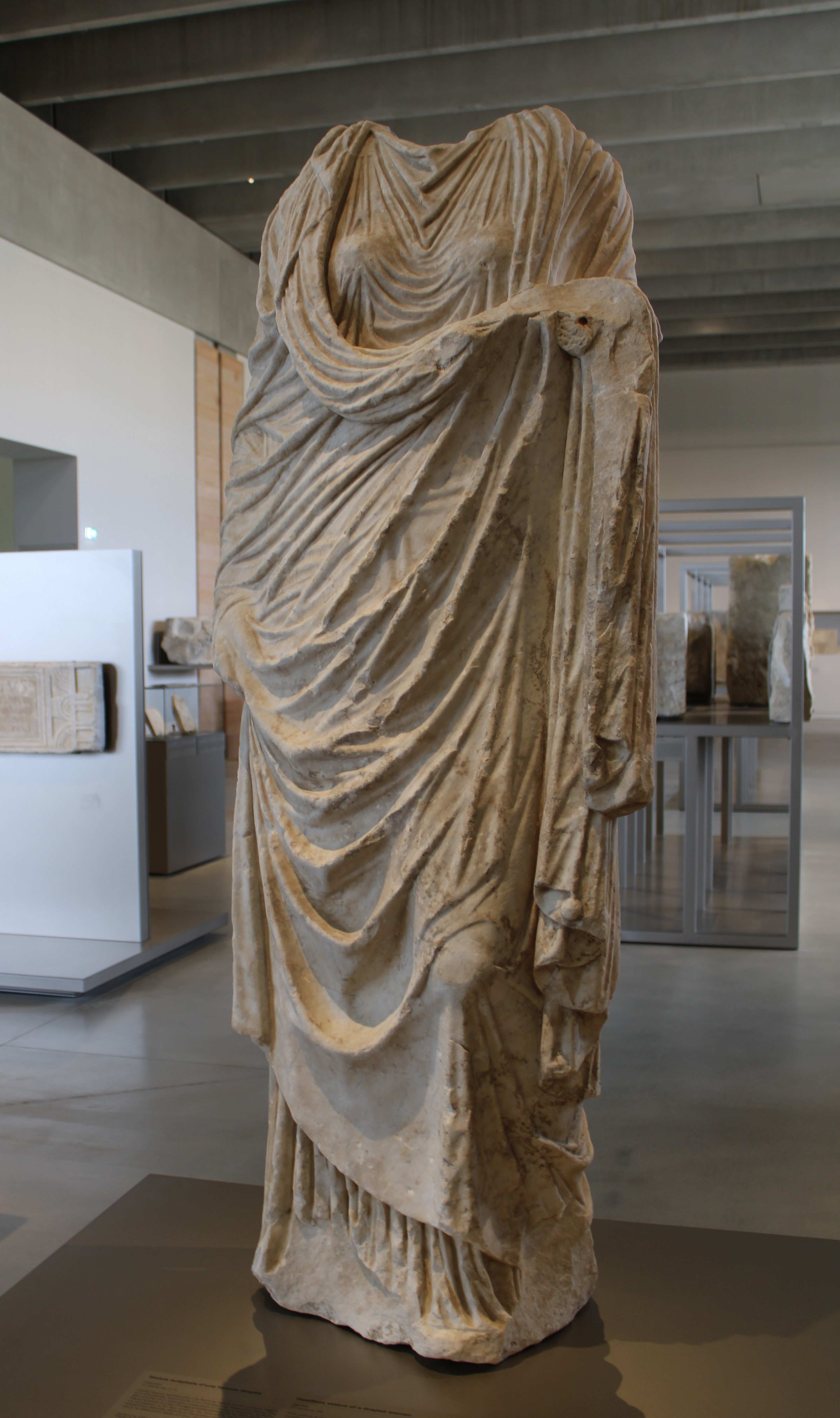
Weibliche Statue, 1. Jh. n. Chr.
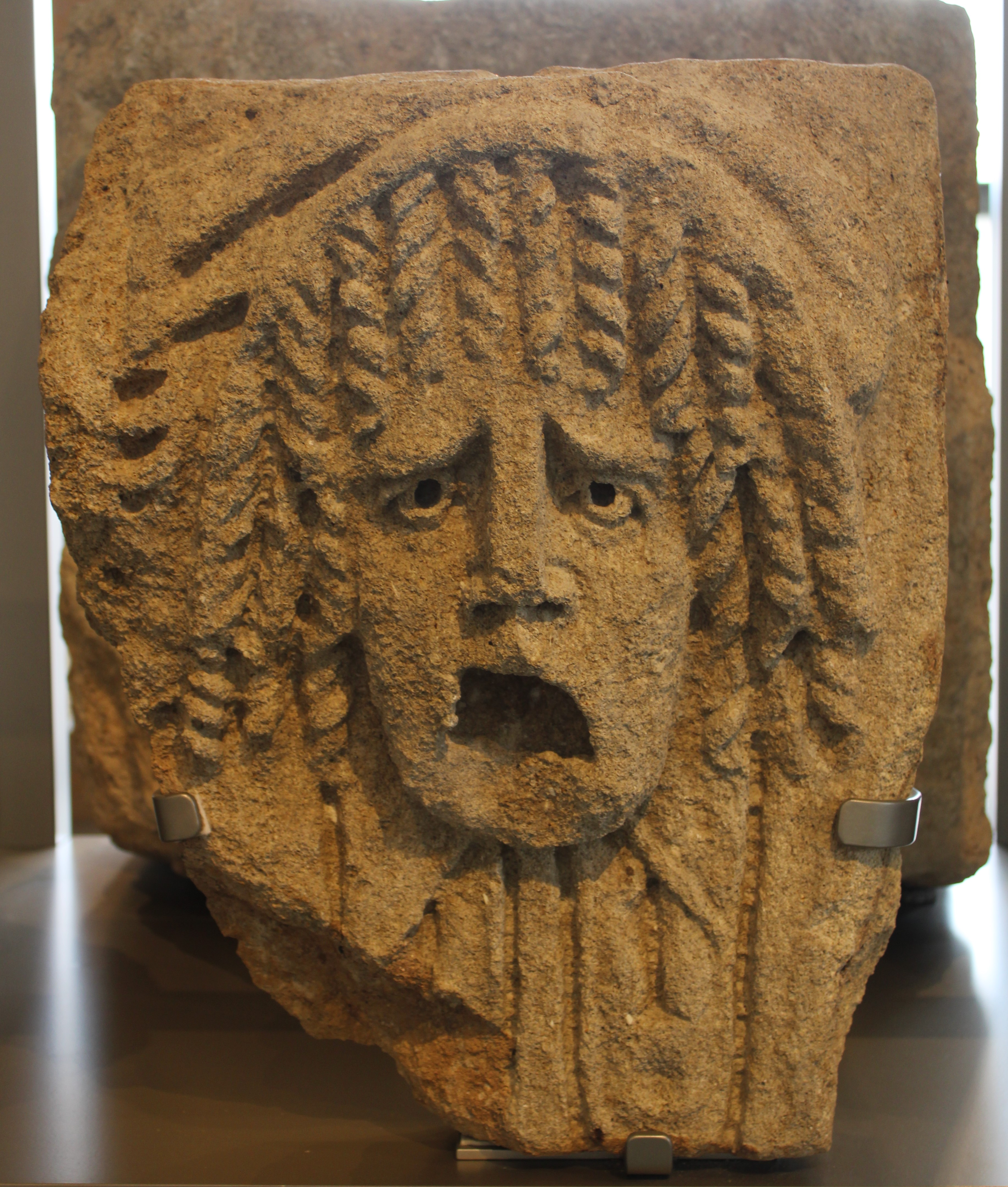
Relief einer Theatermaske, 1.–2. Jh. n. Chr.
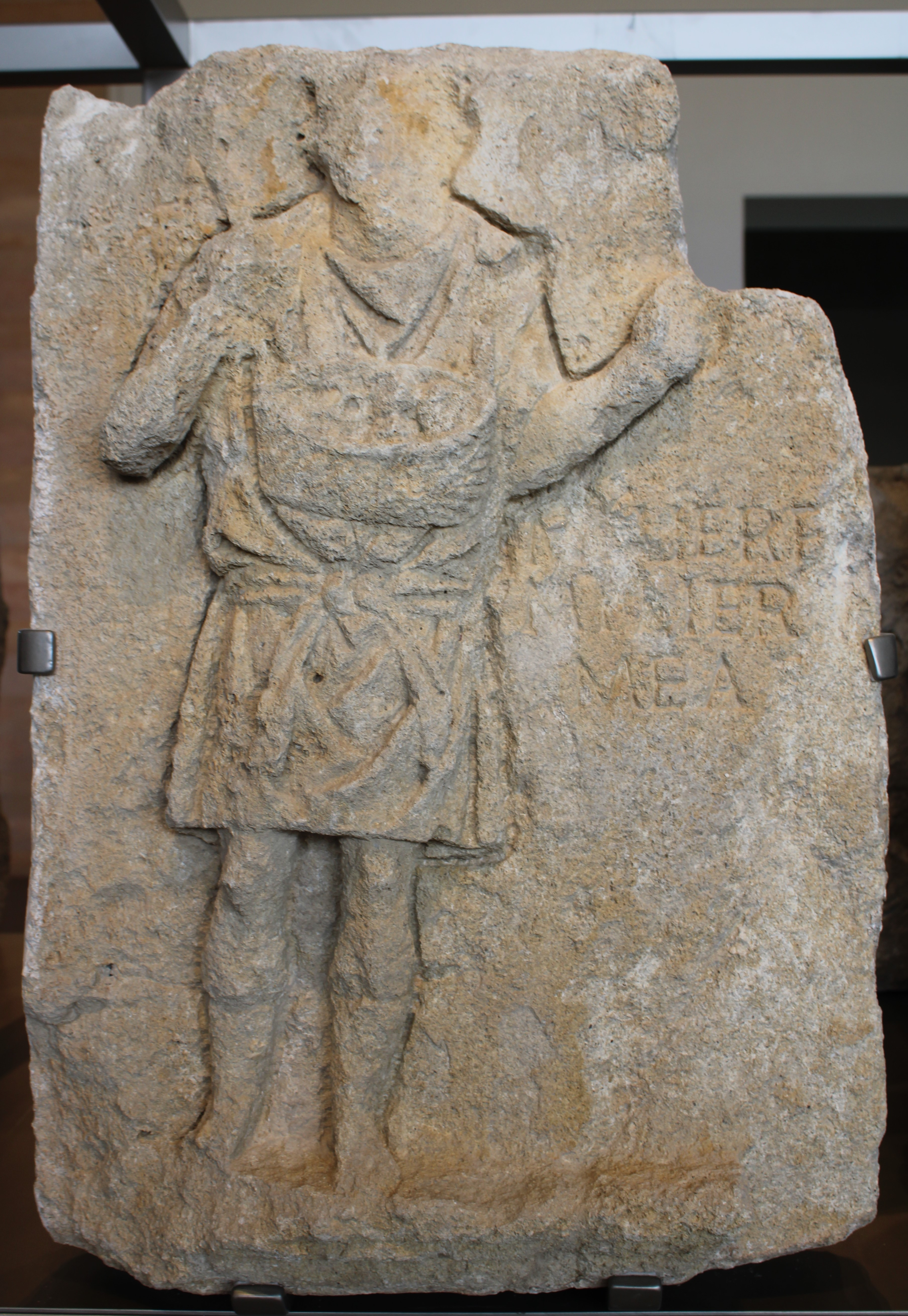
Relief eines Apfel-Verkäufers, 2. Jh. n. Chr.
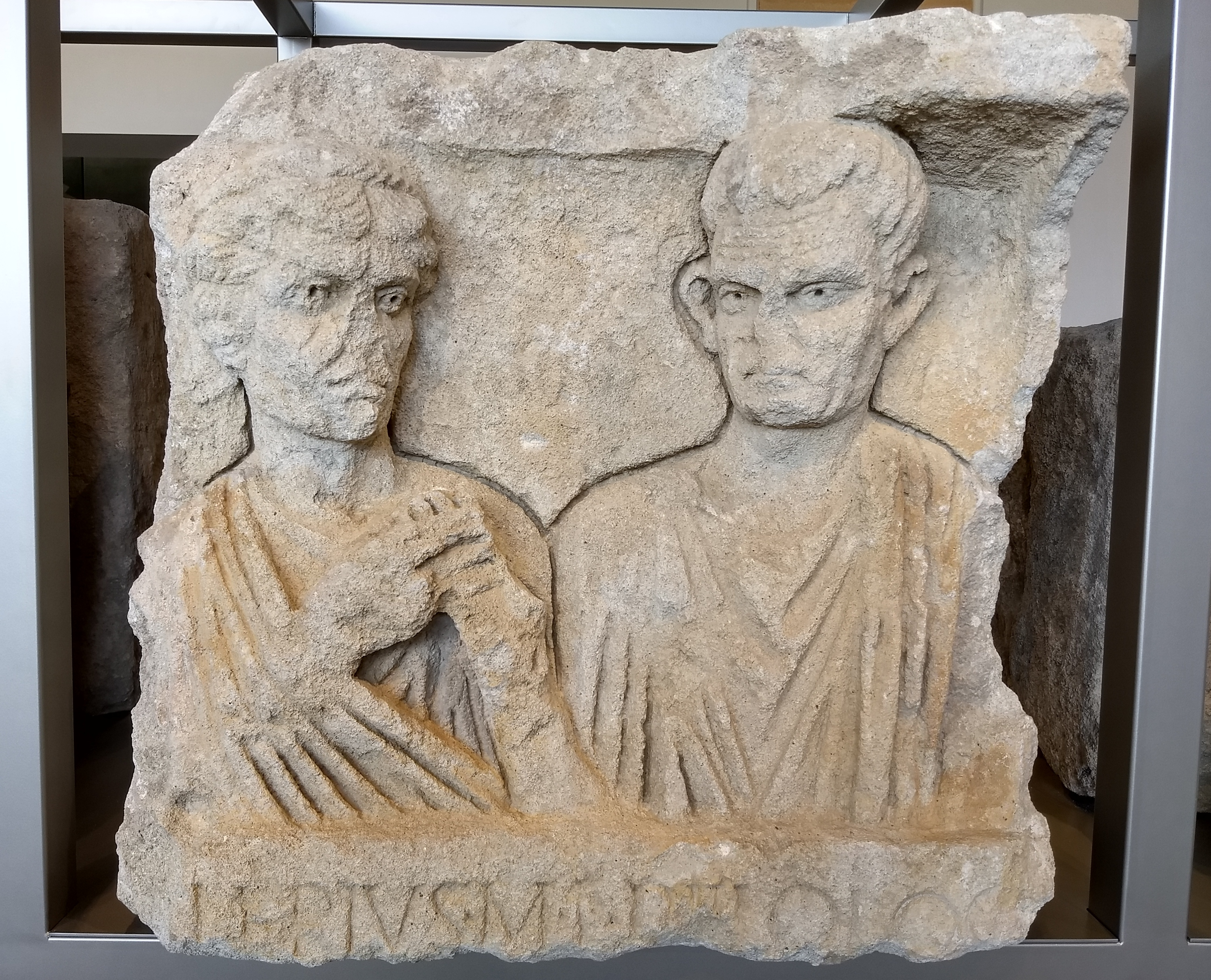
Grabstele. Hochzeitsszene von Quita Silvana und Valerius Philologus. 2. Jh. n. Chr.
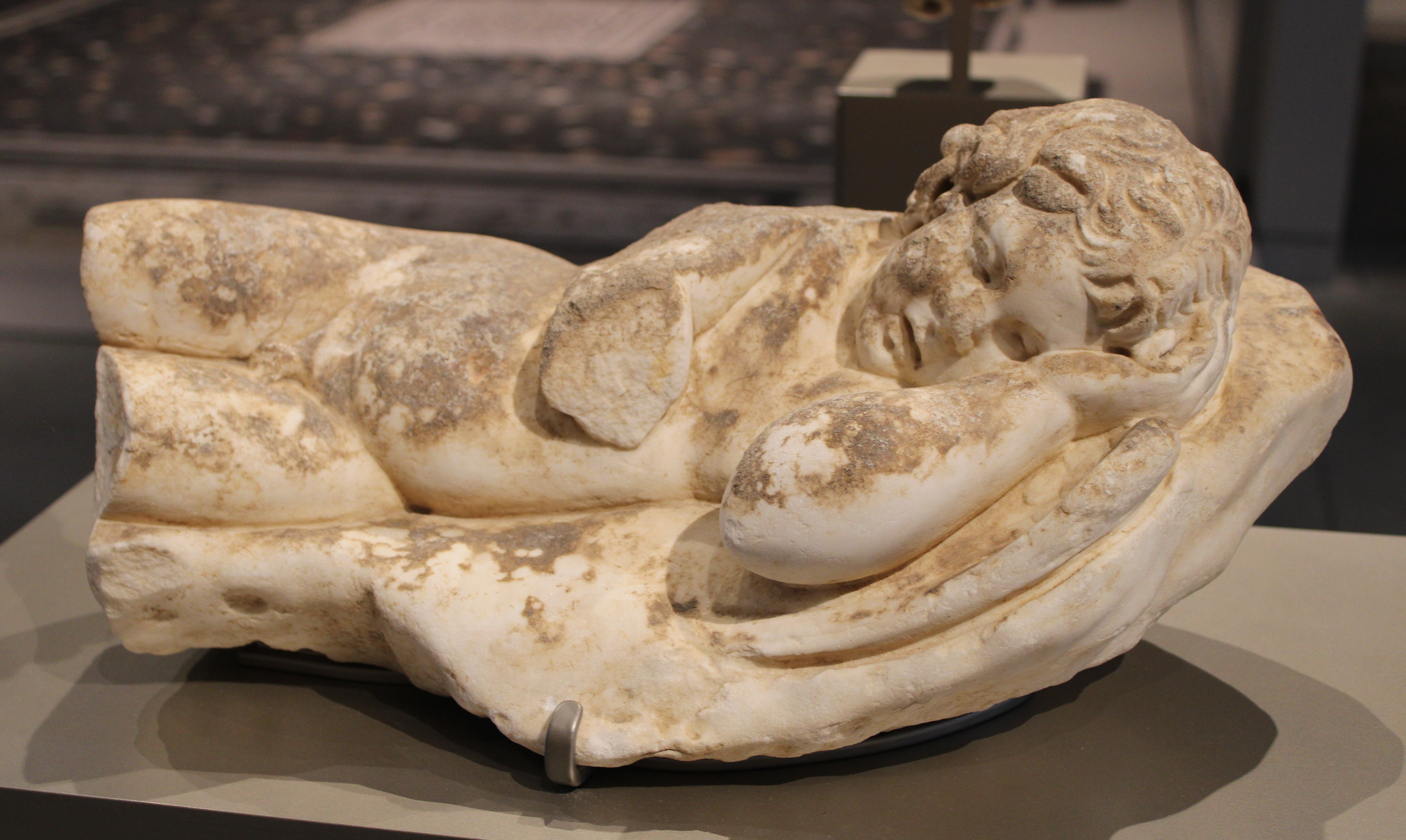
Schlafender Amor, Grabschmuck, 2. Jh. n. Chr.

Altar gewidmet der Göttin Pax Augustus, eines der ersten Anzeichen des Kaiserkults in Narbo Martius. Nach 9 v. Chr.
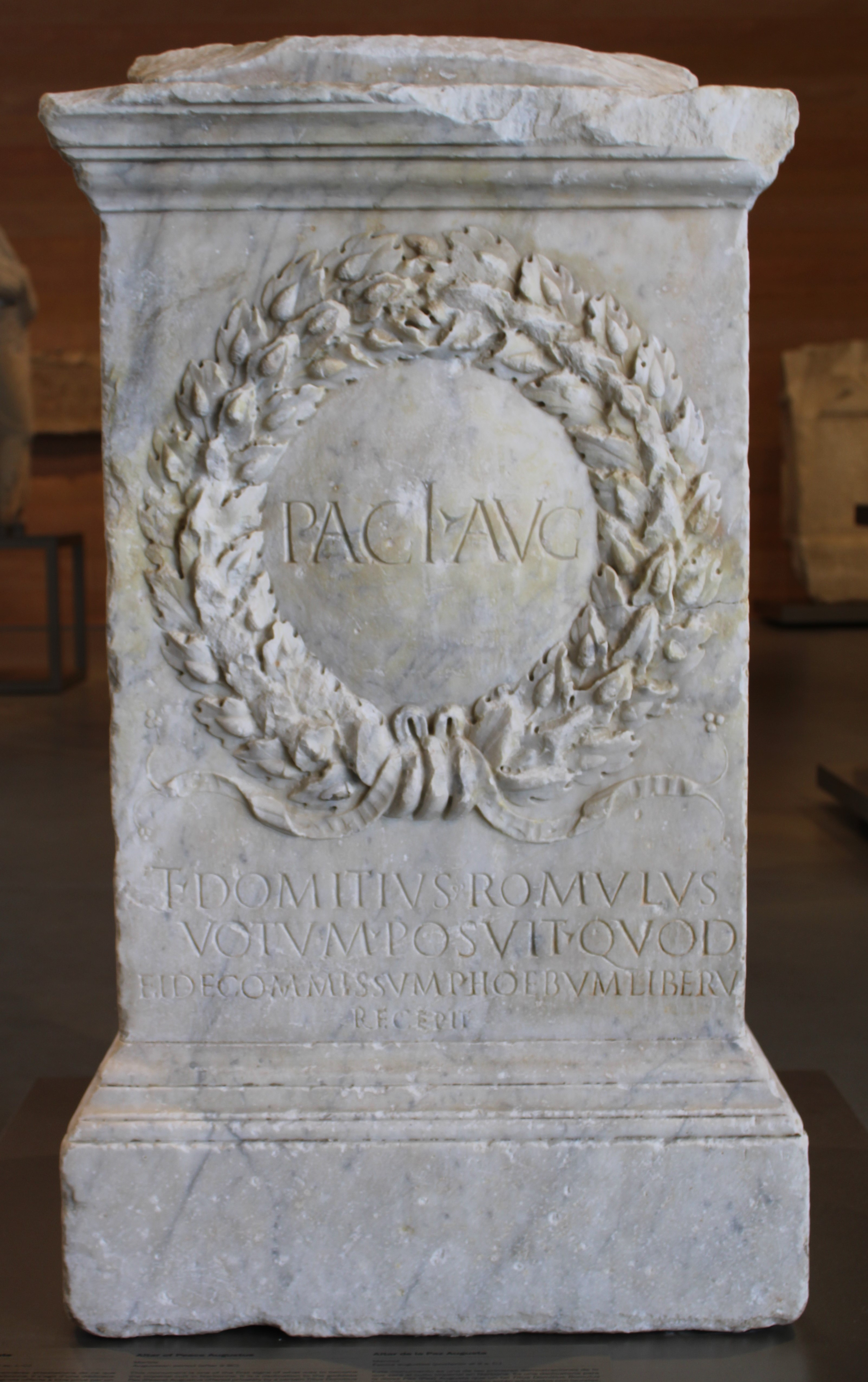
Vorderseite mit Inschrift
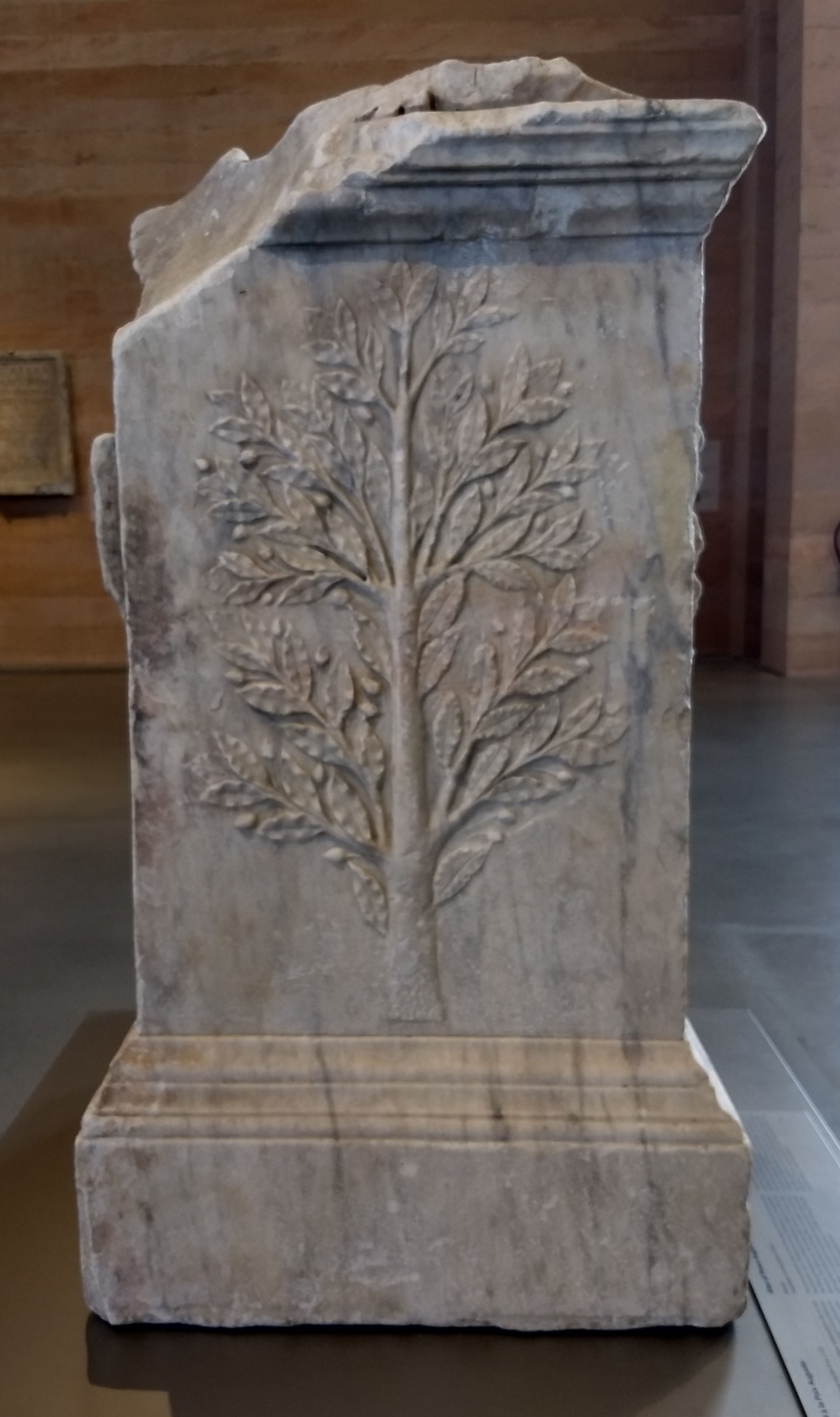
Linke Seite mit Lorbeerbaum.
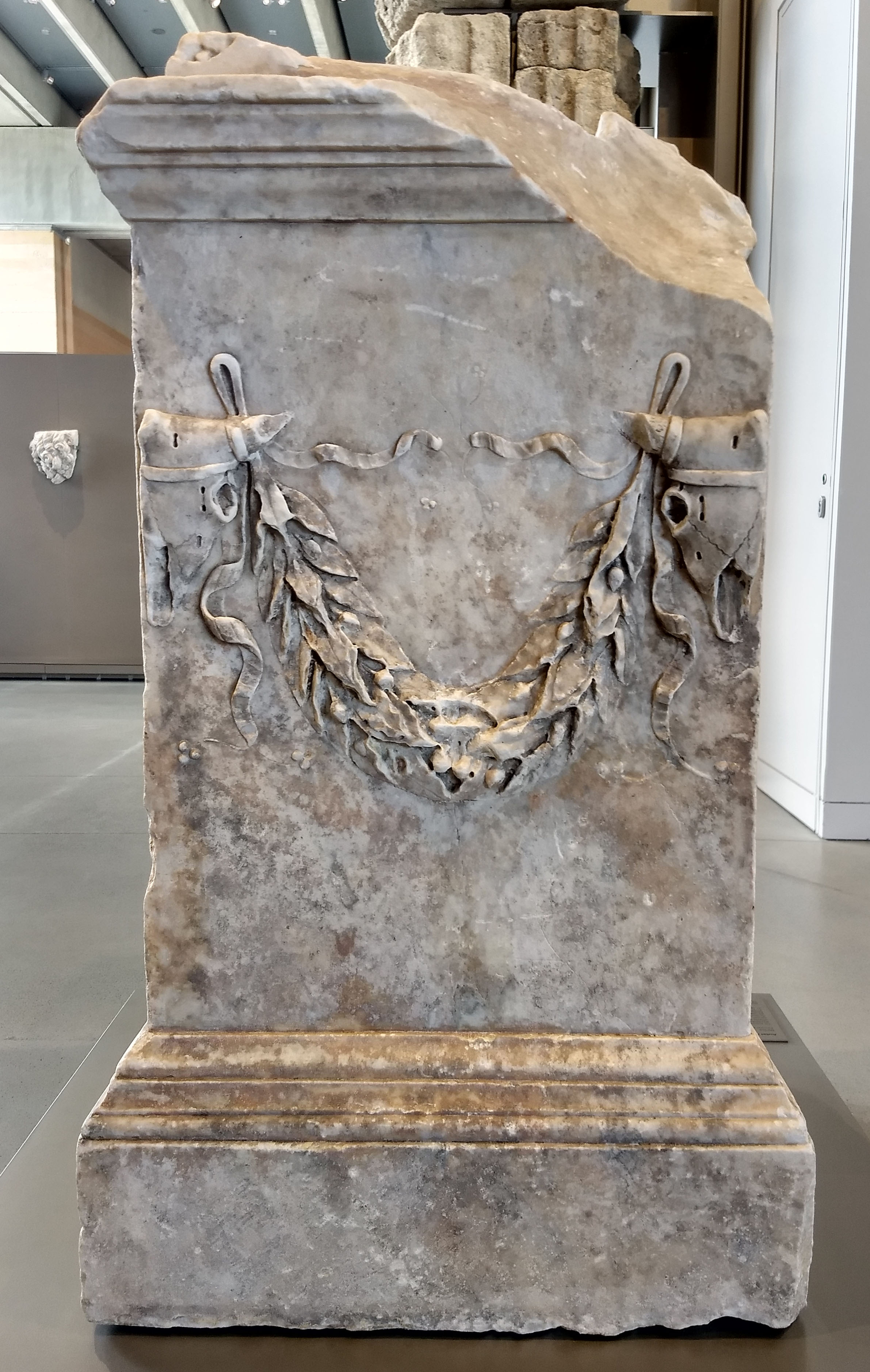
Rückseite, Girlande befestigt an Rinderschädeln.
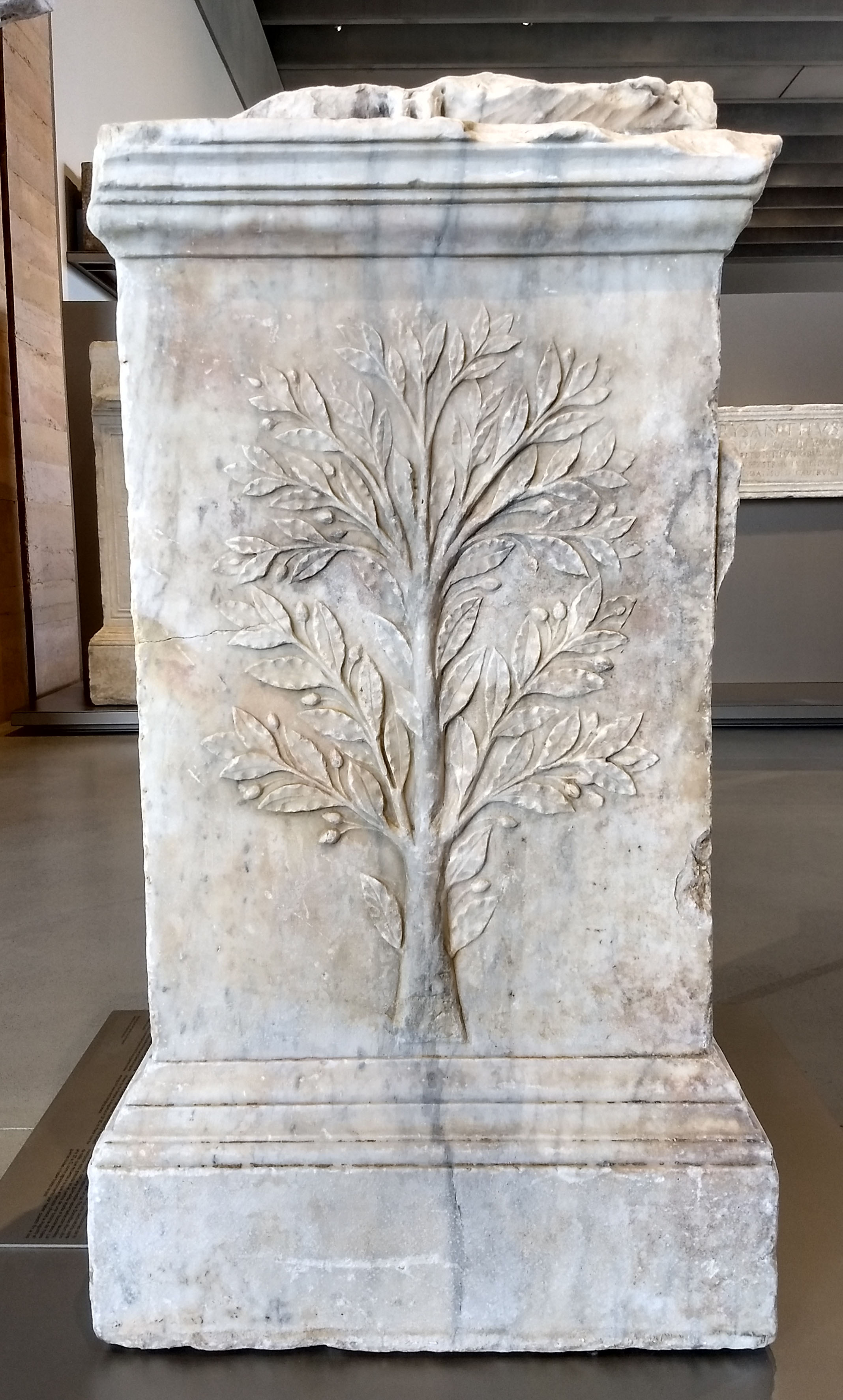
Rechte Seite mit Lorbeerbaum.

### Reiche Stadtvillen
Als Provinzhauptstadt beherbergte Narbo Martius zahlreiche Bewohner, die aus Italien zugezogen waren. Diese importierten auch ihren römischen Lebensstil. Einen Einblick gestatten Funde aus dem Clos de la Lombarde, einer Ausgrabungsstätte, die in Narbonne 1973 beim Bau eines Steueramtes zu Tage kam. Dort wurden zwei große Domus entdeckt. Die „Maison à Portiques“ (deutsch: Haus der Säulenhalle) erstreckt sich über 975 Quadratmeter, die „Maison au Grand Triclinium“ (deutsch: Haus des großen Speisesaals) über 700 Quadratmeter. Außerdem wurden ein Handwerksbereich sowie Thermen gefunden. Der Bereich wurde vom 1. vorchristlichen Jahrhundert bis zum 3. Jh. n. Chr. bewohnt. Über fast drei Jahrzehnte wurden bei Ausgrabungen unter anderem Skulpturen, Wandmalereien und andere Dekorelelemte gefunden.
Die Ausstellung zeigt eine Auswahl der Fundstücke aus dem Clos de la Lombarde und von anderen Fundstätten, eine Gebäuderekonstruktion sowie Alltagsgegenstände der Zeit.

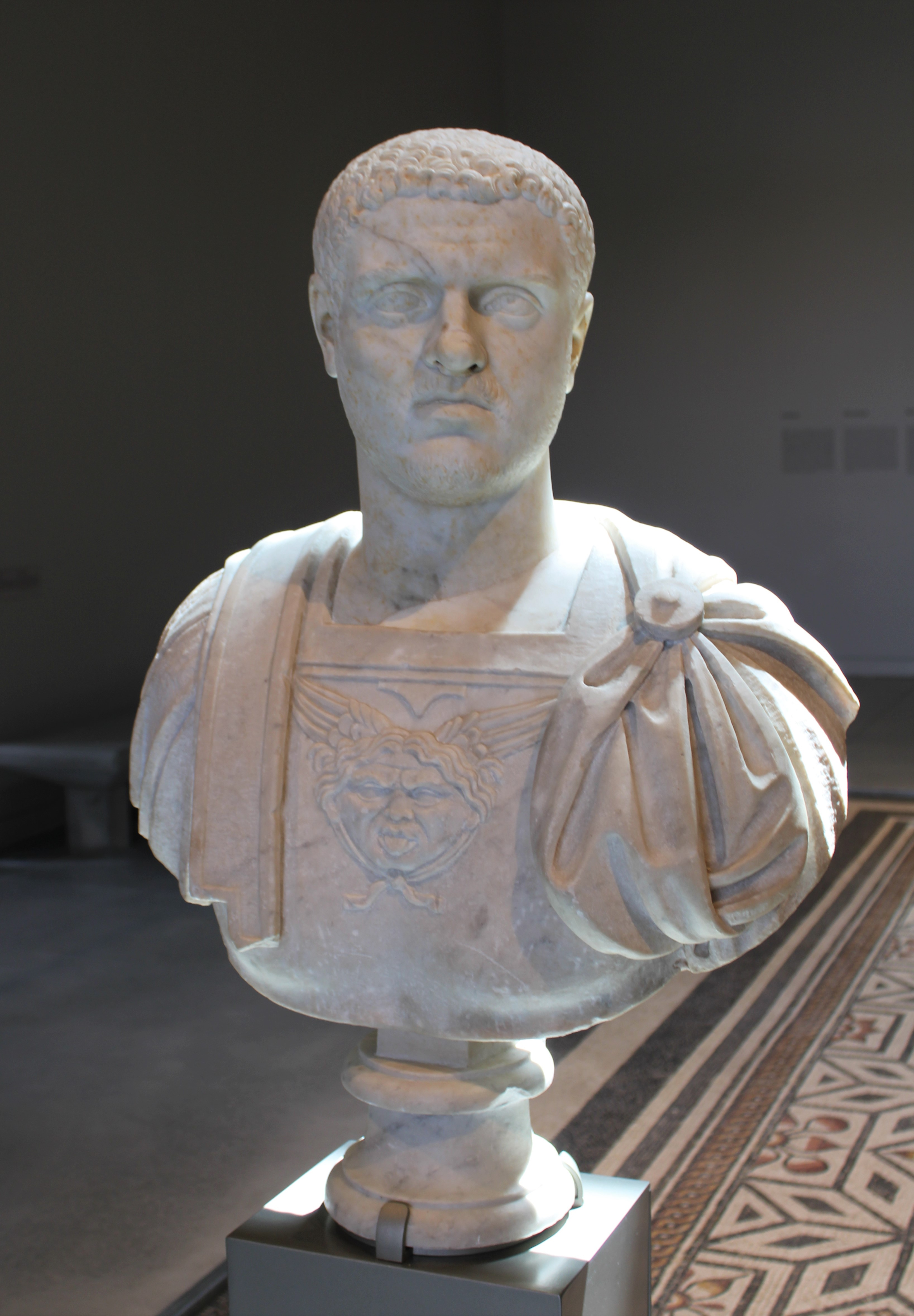
Büste von Kaiser Caracalla, 212–217, Maison au Grand Triclinium.
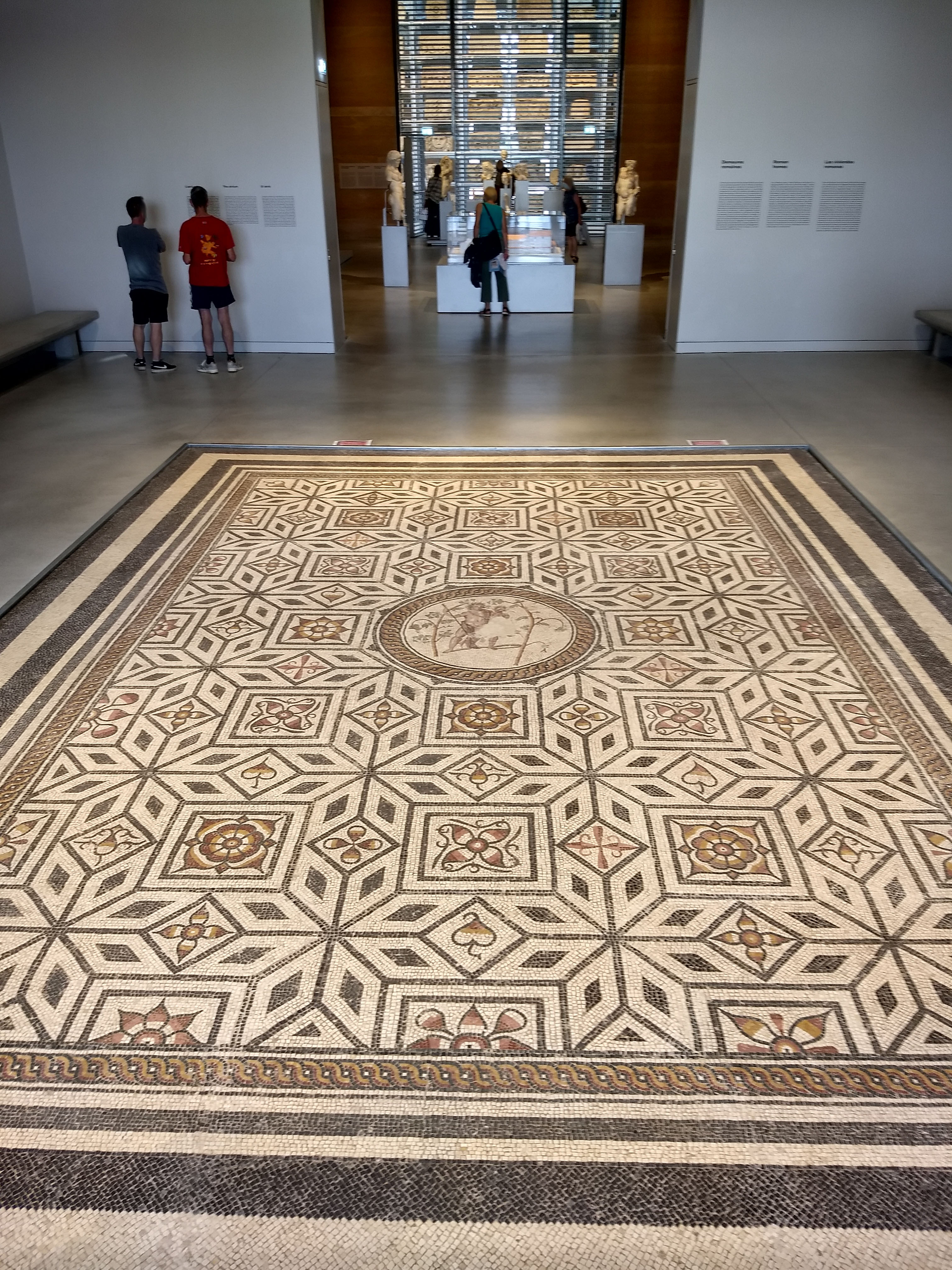
Mosaik mit betrunkenem Bacchus. 2. oder frühes 3. Jh. n. Chr.
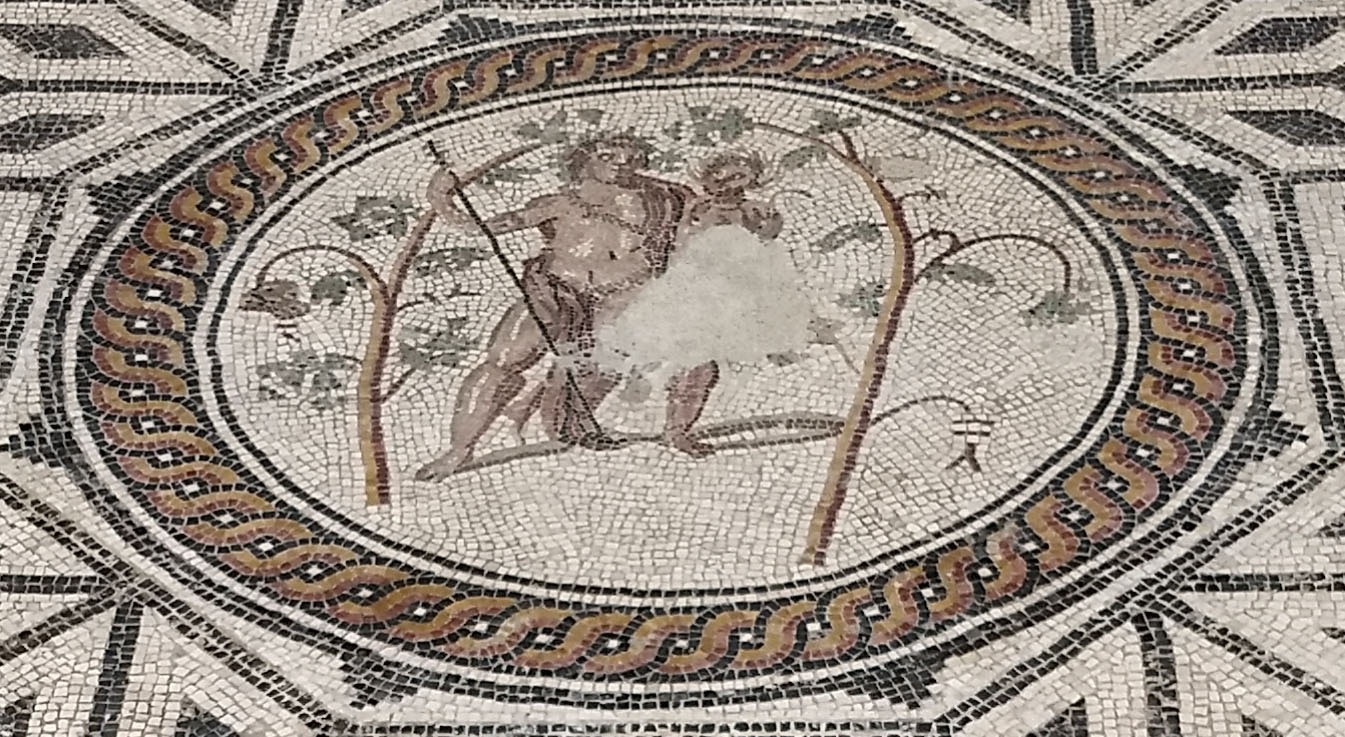
Detail des Bacchus-Mosaiks: Der Gott umgeben von zwei Weinreben.
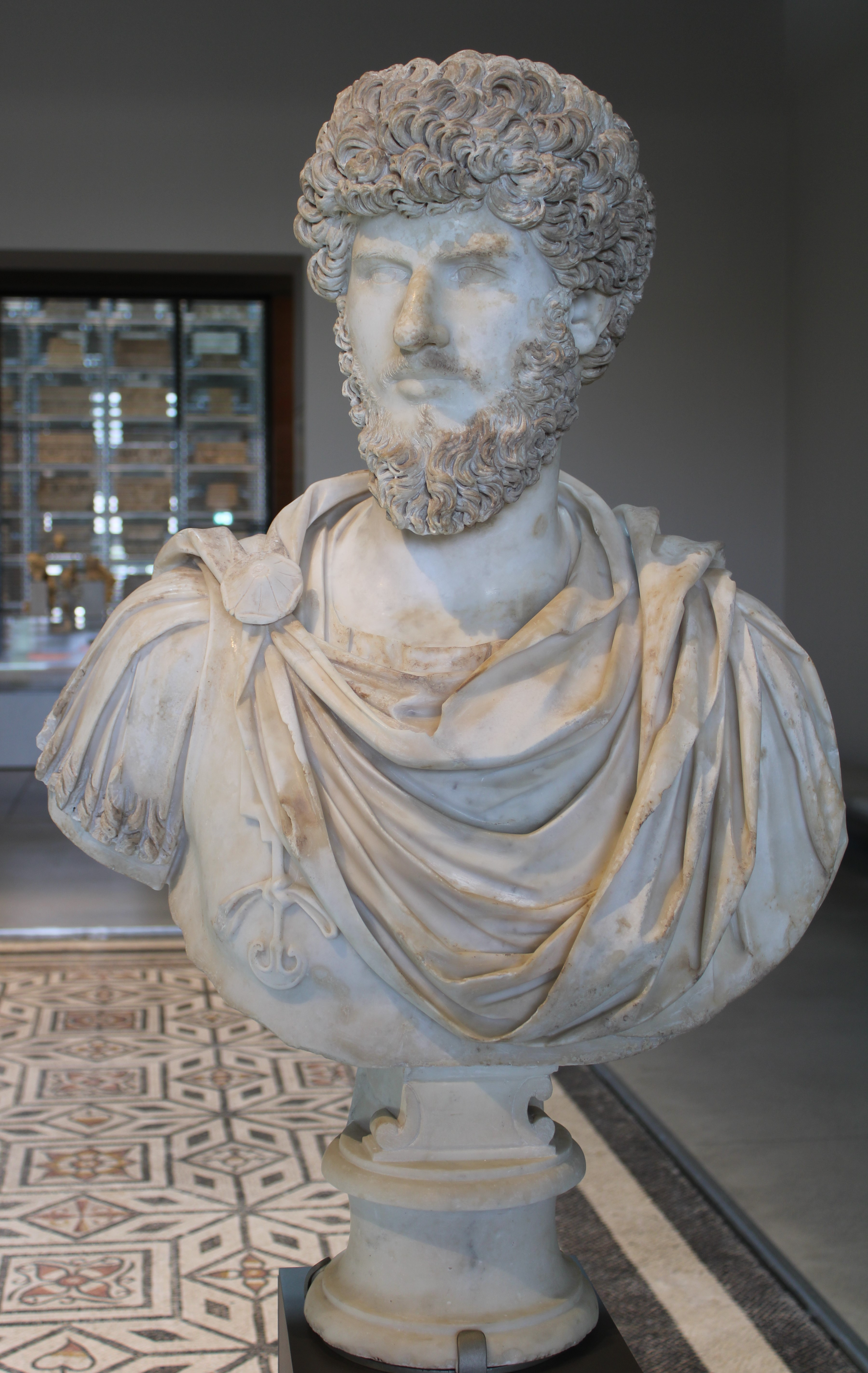
Büste von Kaiser Lucius Verus, 161–169
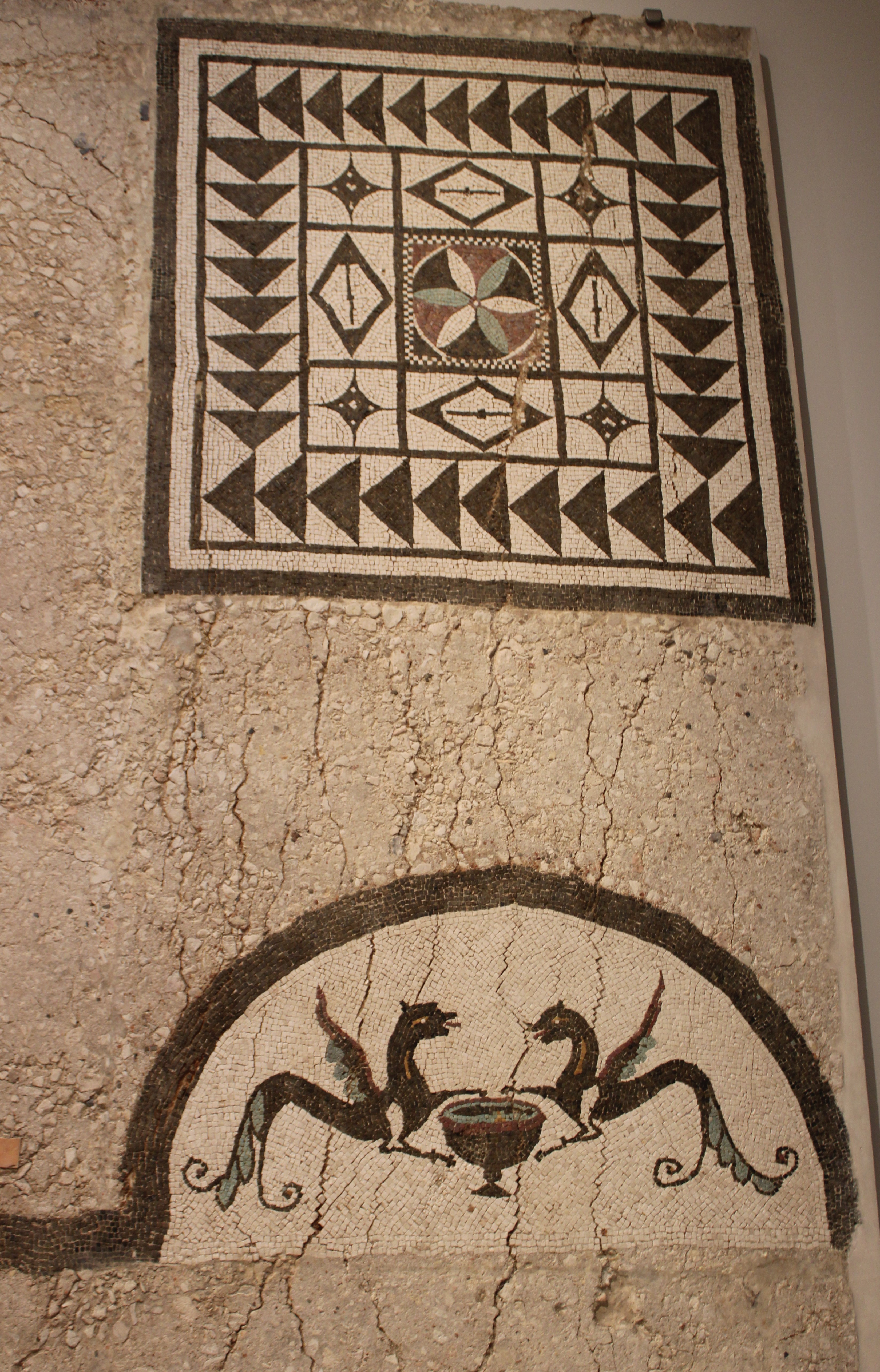
Bodenmosaik mit Greifen, Ende 1. Jh. n. Chr.
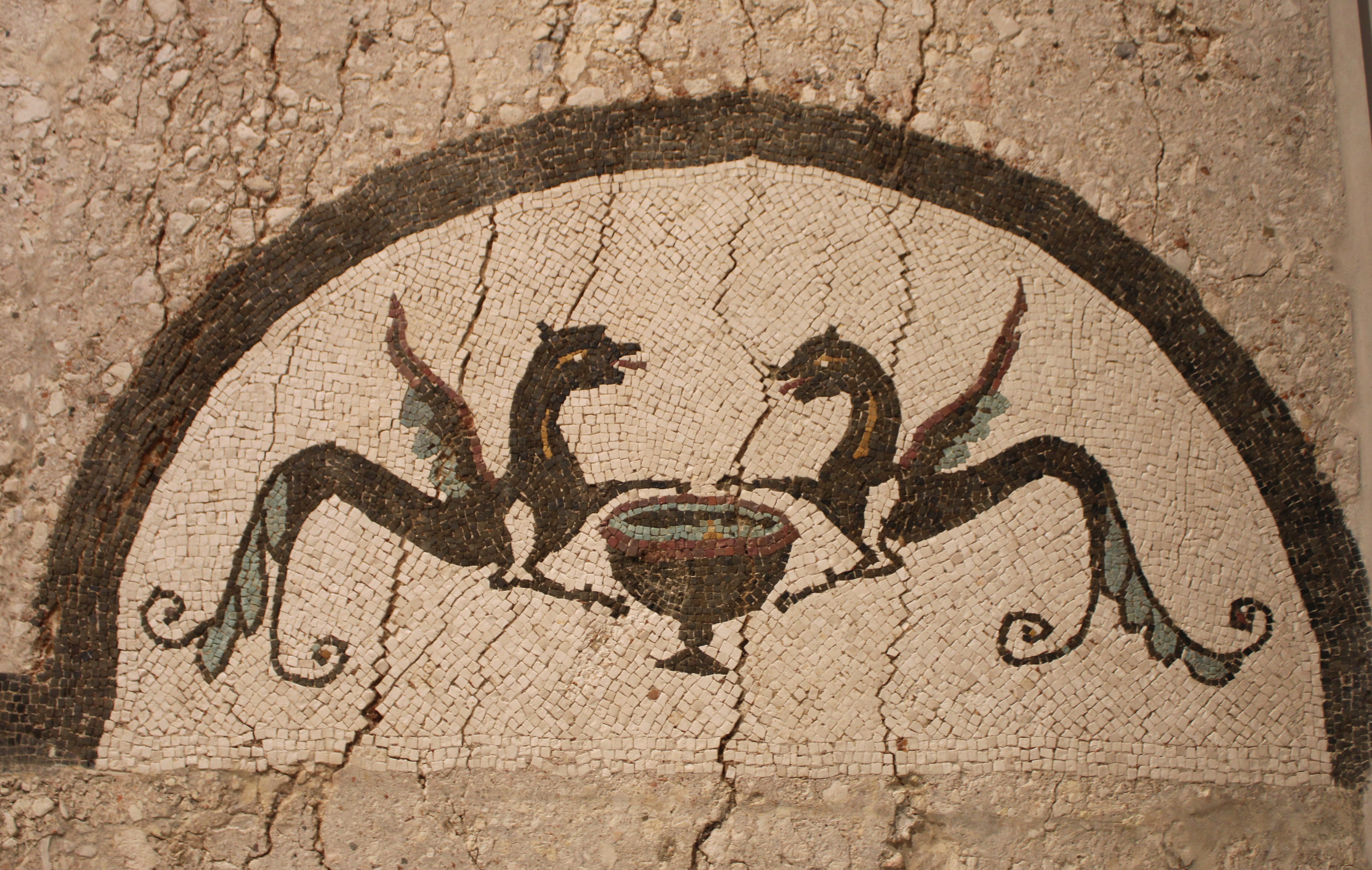
Detail mit Greifen
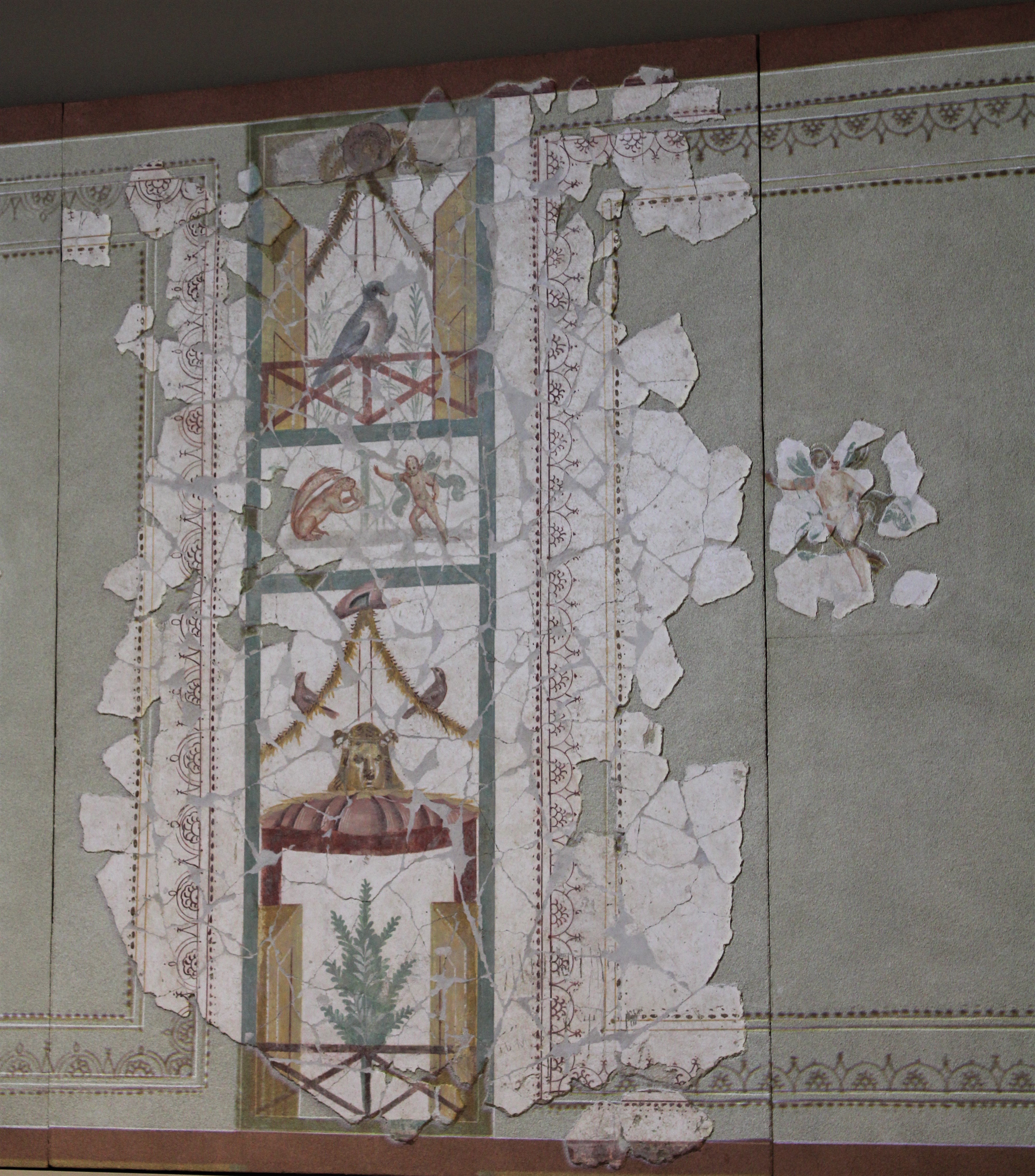
Wanddekor aus der Maison à Portiques. Ende 1. Jh. n. Chr.
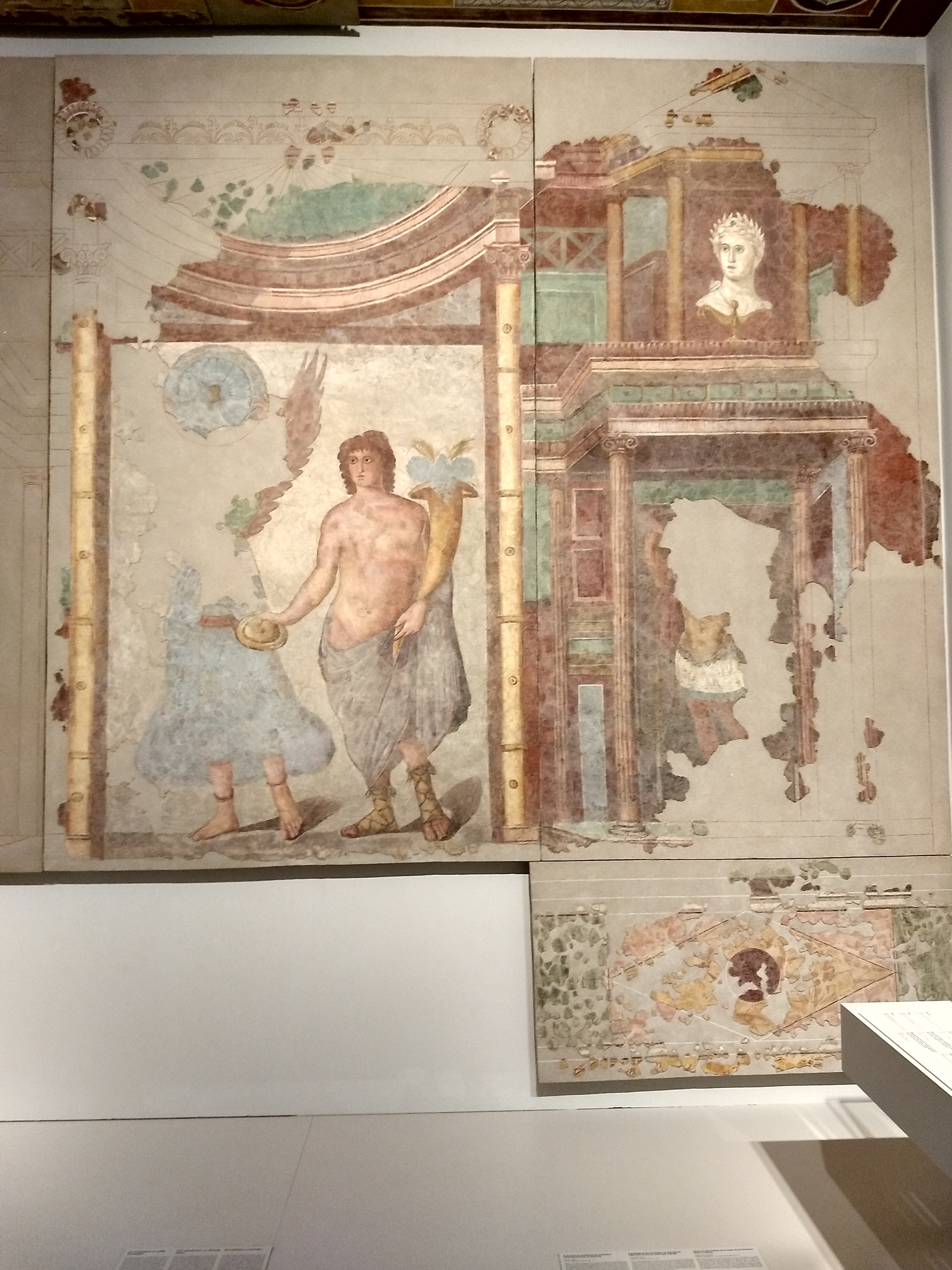
Malerei aus dem Triclinium der Maison à Portiques. Um 200 n. Chr.
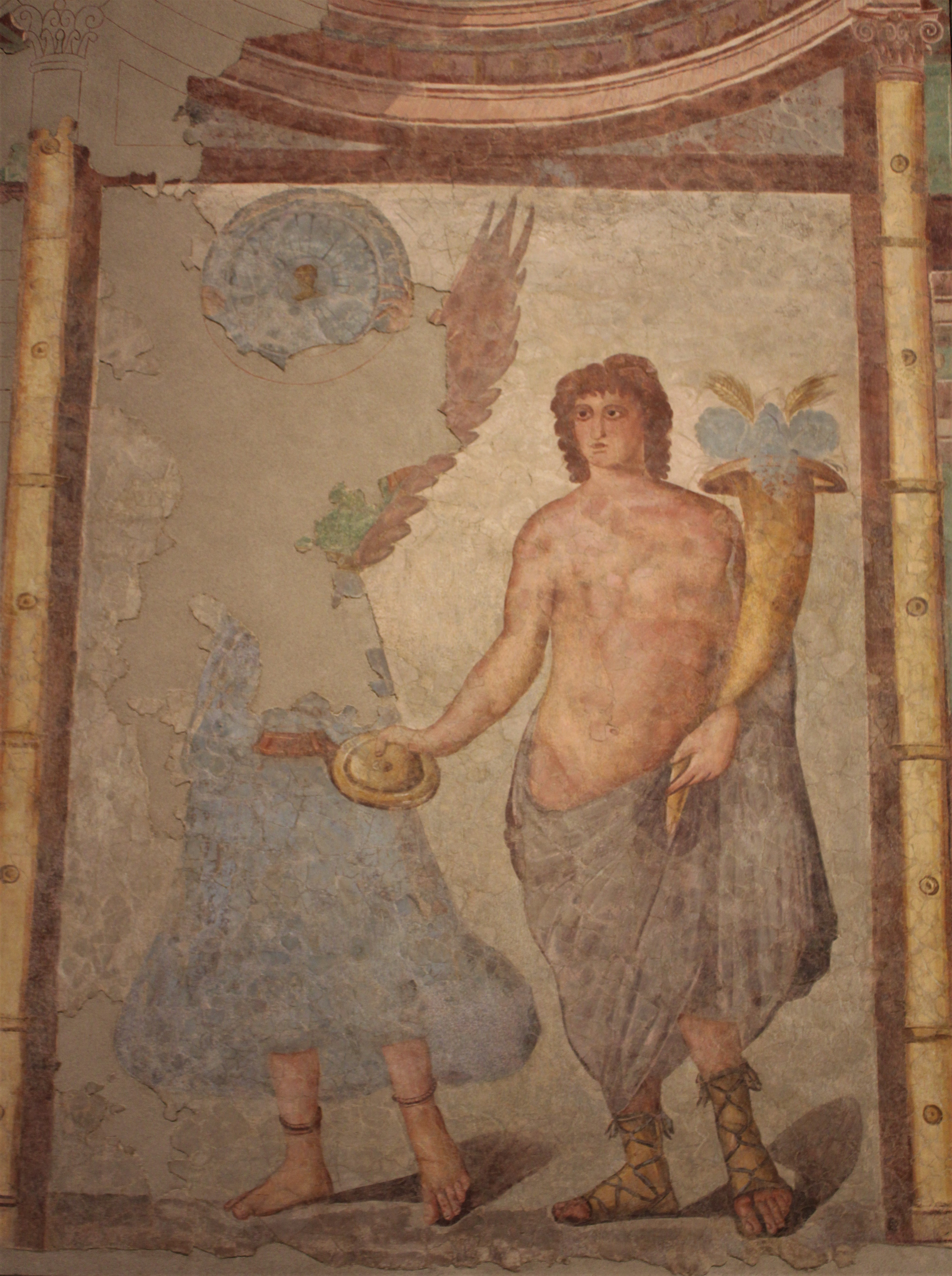
Detail aus der Wandmalerei: Geflügelte Victoria und Genius mit Füllhorn.
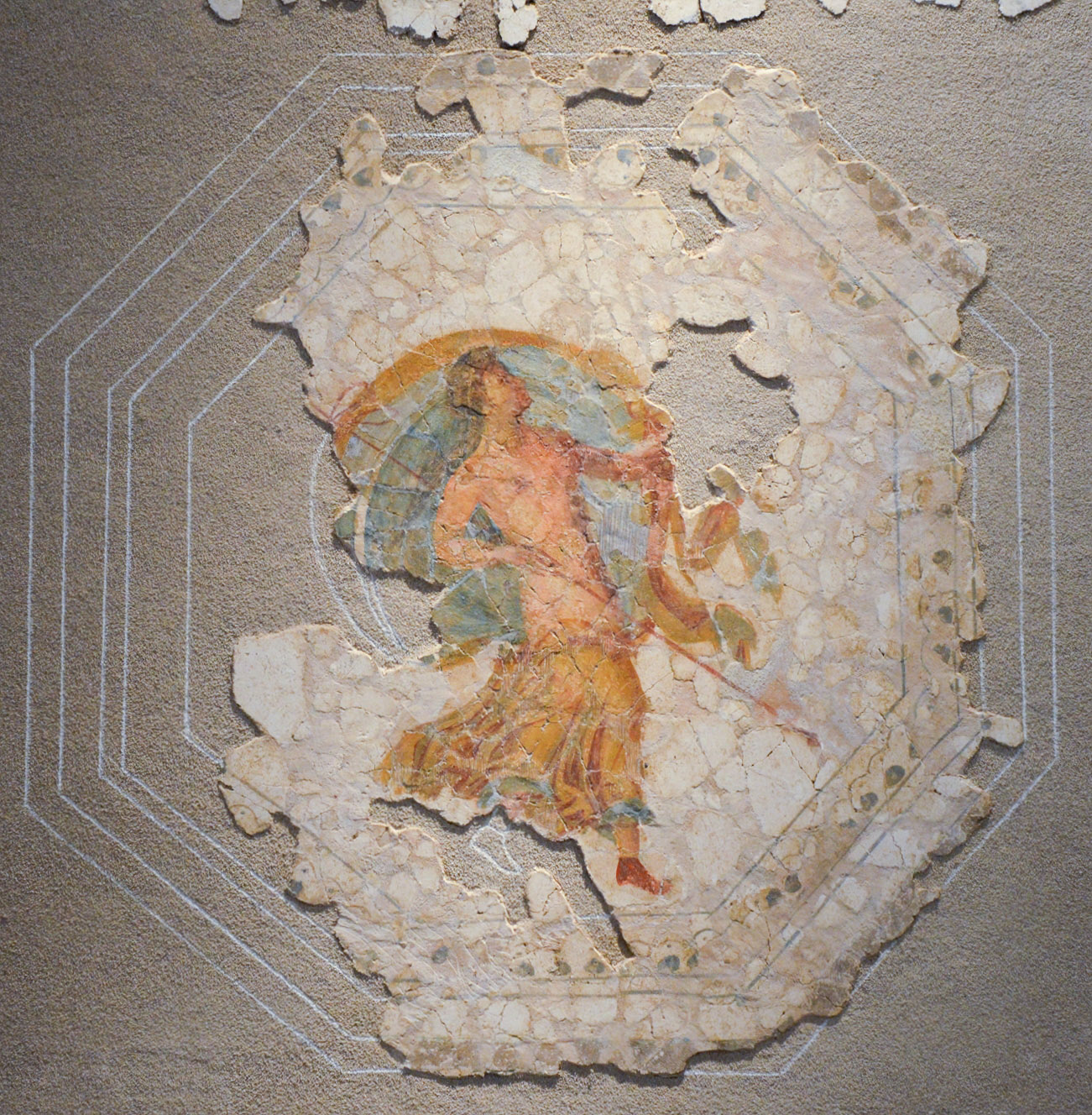
Deckenmalerei aus der Maison à Portiques. Ende 1. Jh. n. Chr.
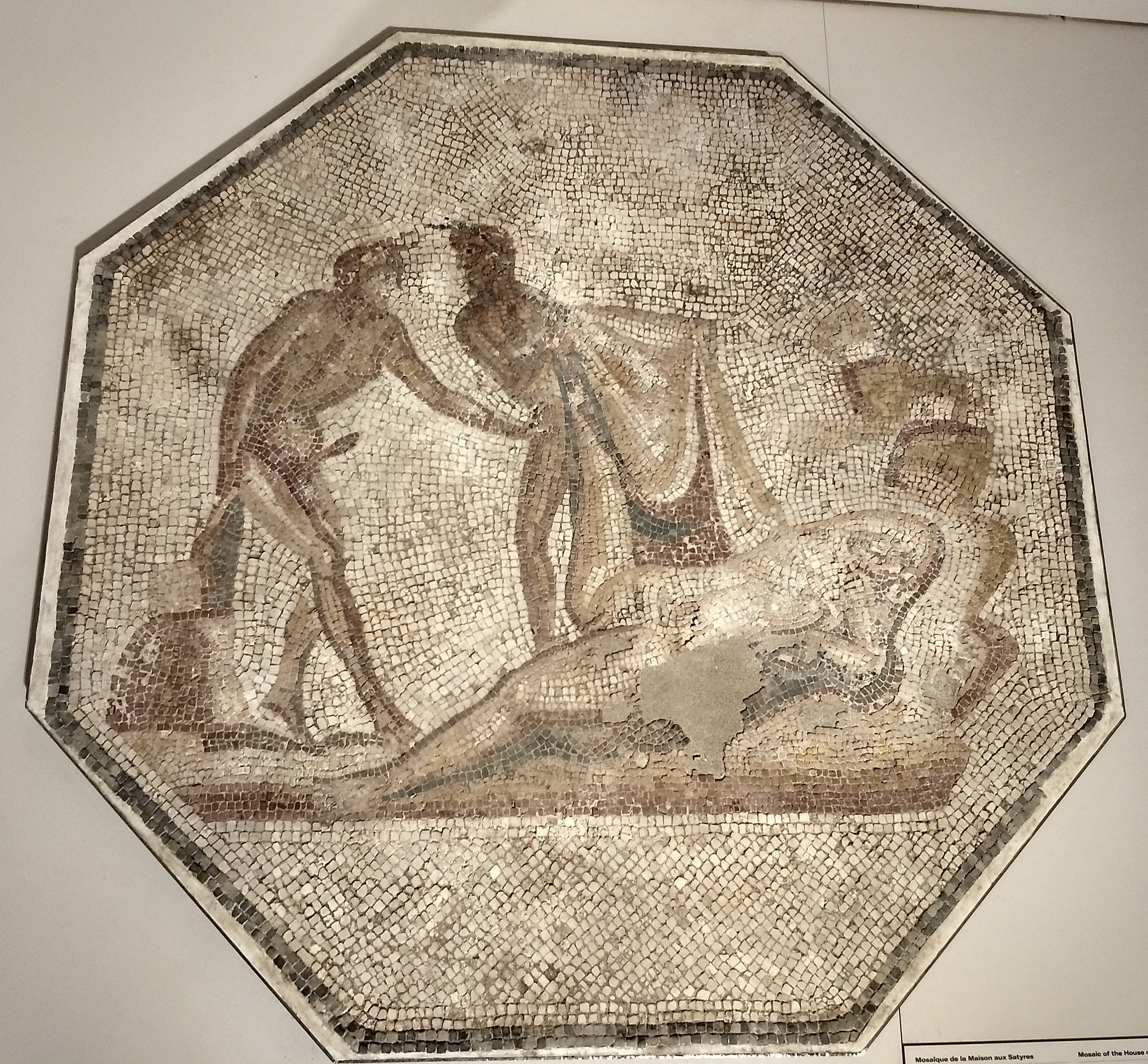
Mosaik mit zwei Satyren, die eine schlafende Nymphe enthüllen. Spätes 2. Jh.
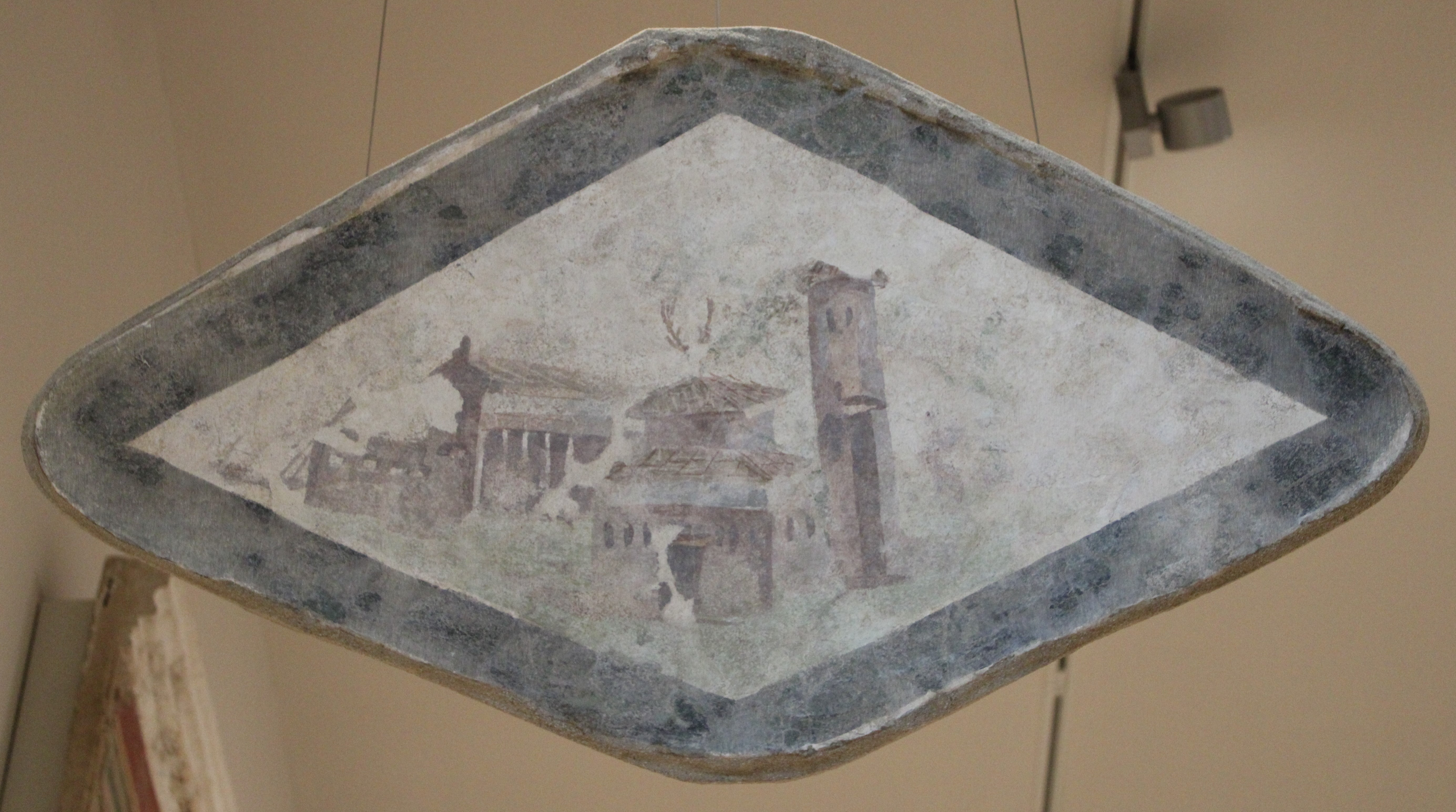
Traumlandschaft in einer Deckenkassette, Maison au Grand Triclinium. Um 200 n. Chr.
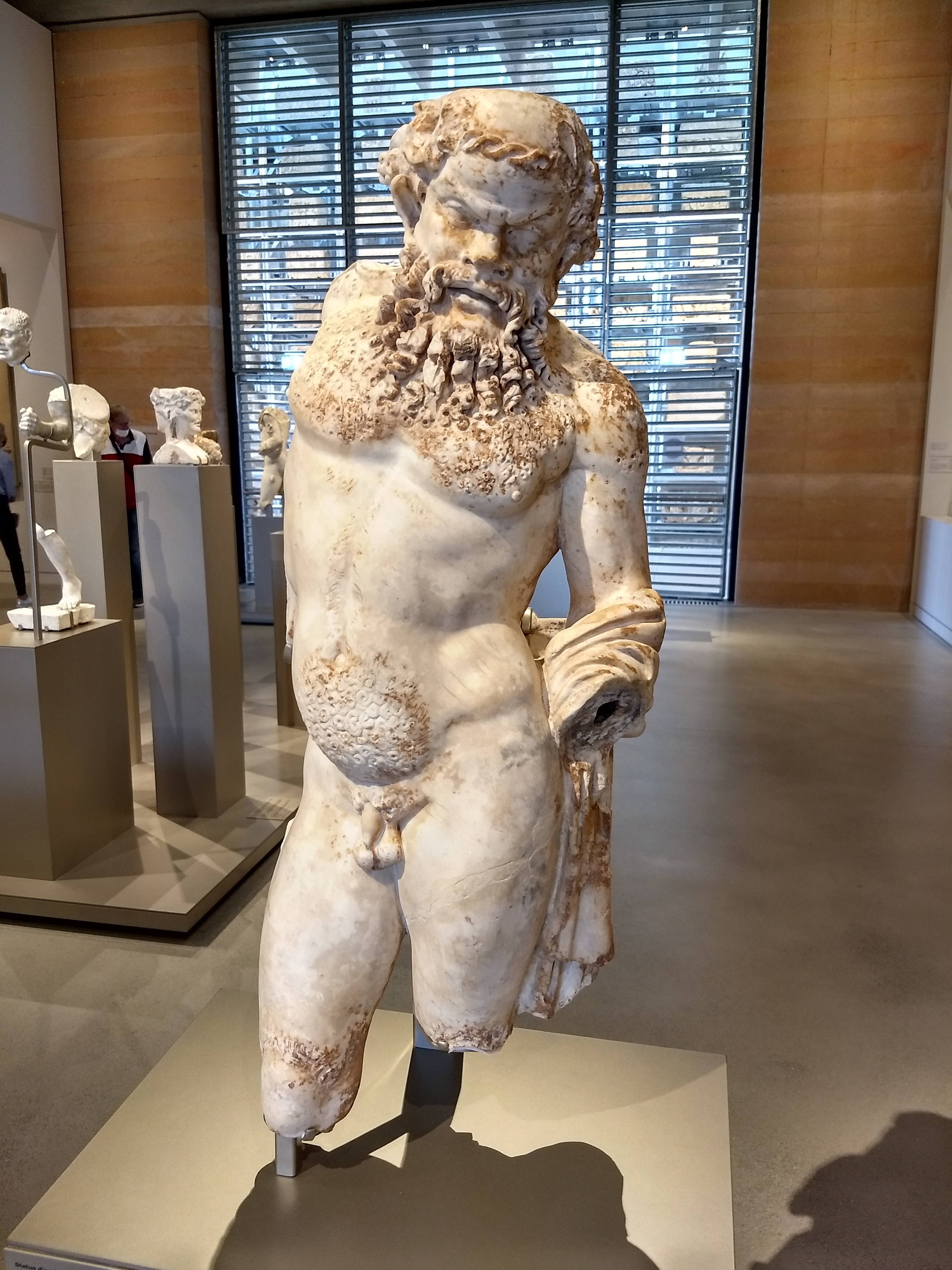
Statue des Silenos. Spätes 1. bis spätes 2. Jh. n. Chr.

Alltagsgegenstände
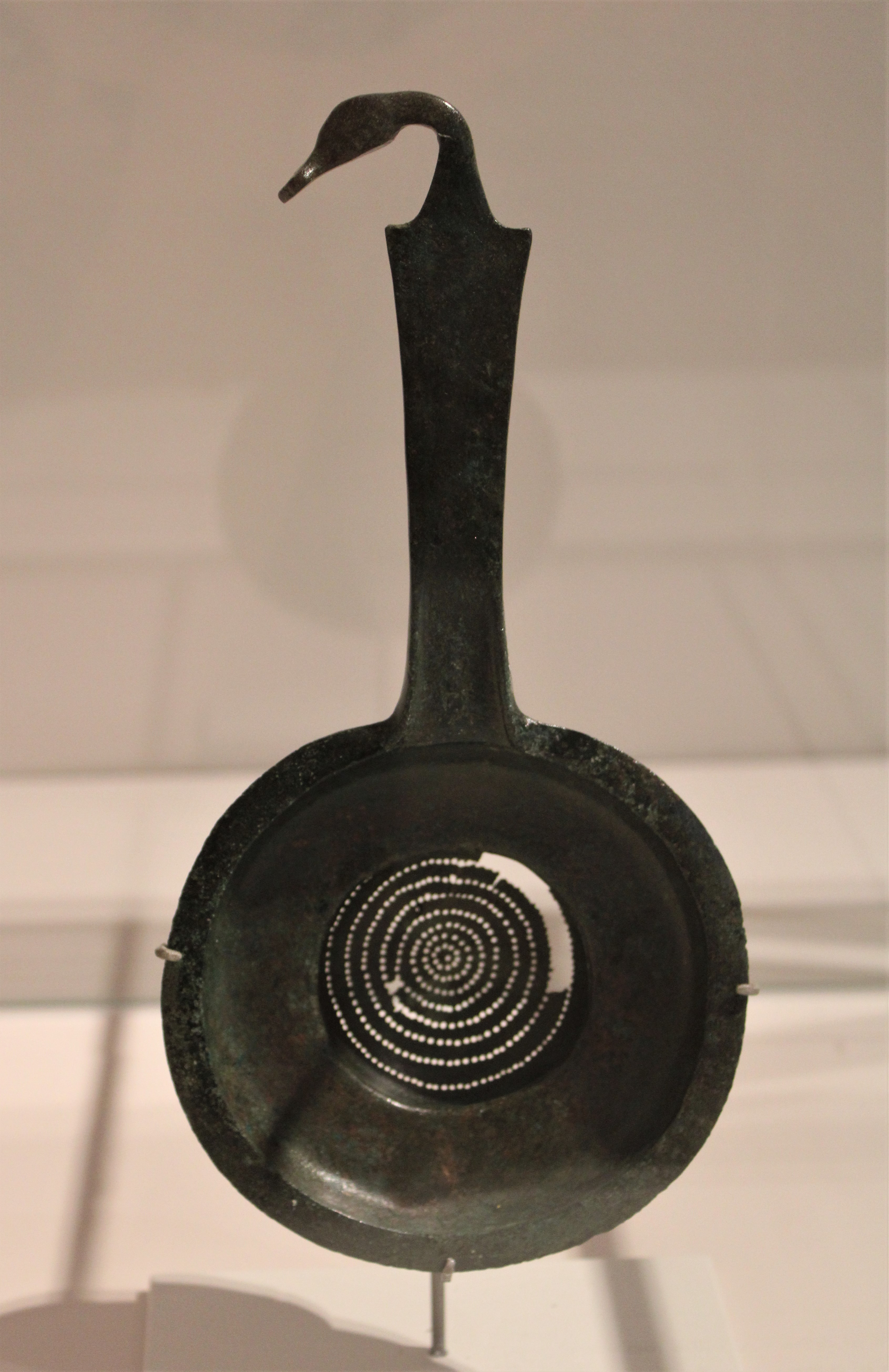
Sieb aus Bronze, 4. oder 3. Jh. v. Chr.
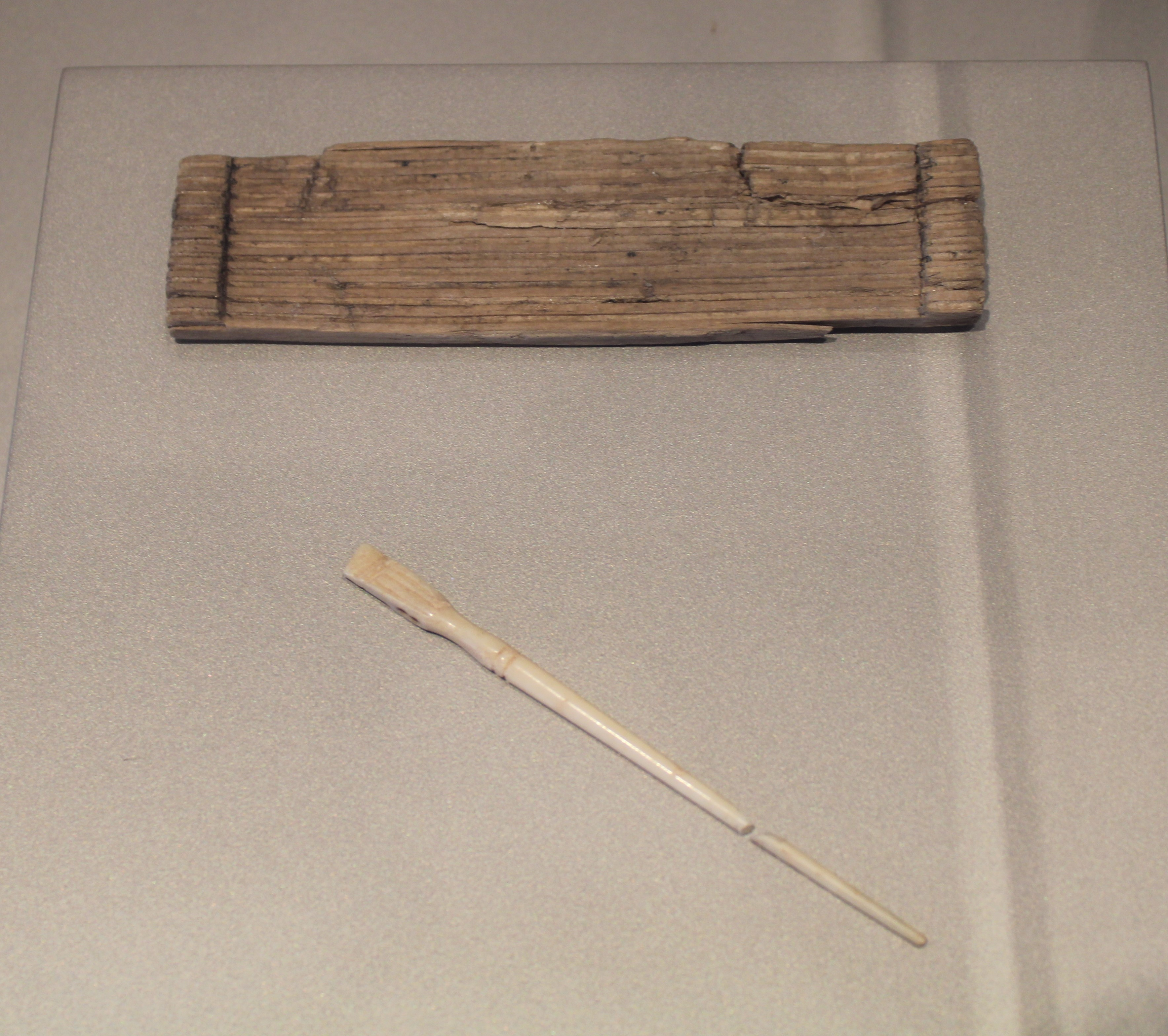
Teil einer hölzernen Schreibtafel (um Christi Geburt) und Griffel aus Knochen, frühes 1. Jh. n. Chr.
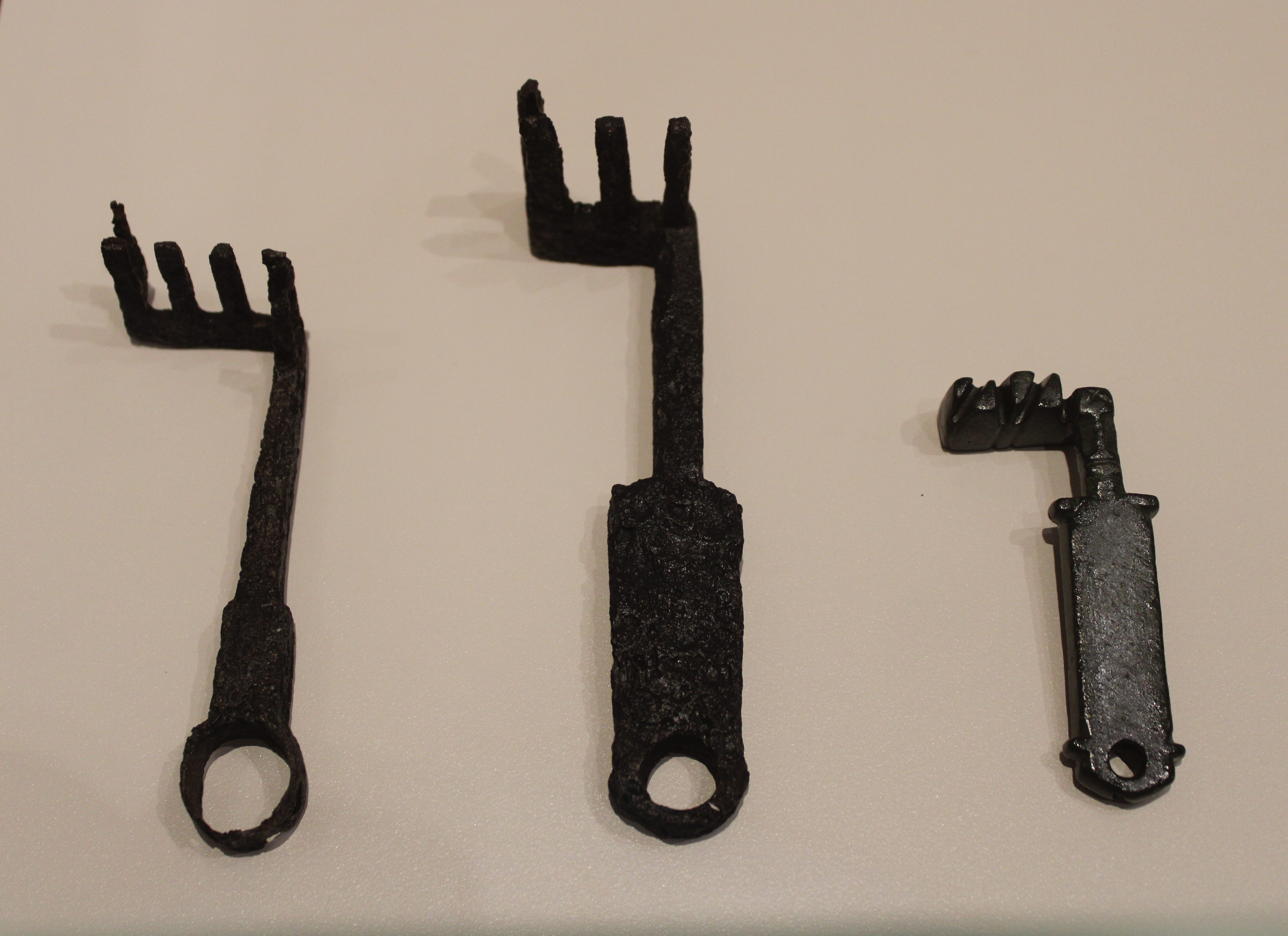
Schlüssel aus Bronze und Eisen.
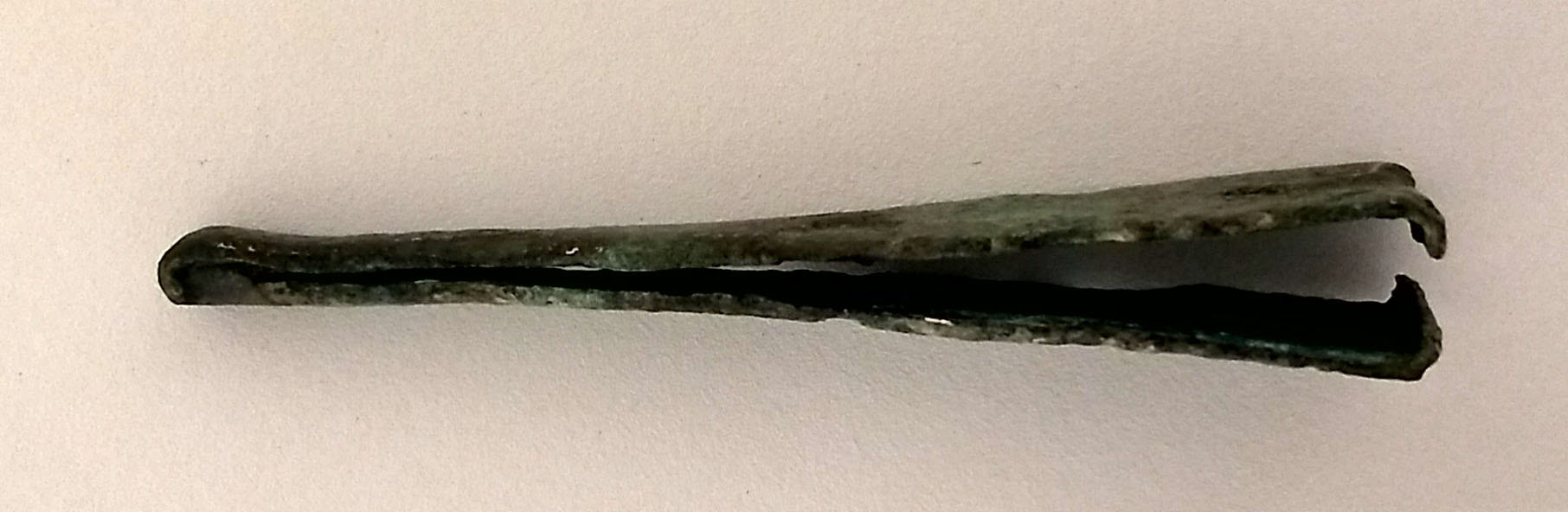
Nagelknipser, Bronze, 3.–4. Jh. n. Chr.

### Ein Handelshafen im Mittelmeer
Narbo Martius war eine Hafenstadt am Mittelmeer, der Hafen versandete erst im Mittelalter. Im 1. Jahrhundert vor und im ersten Jahrhundert nach Christus wurden Waren aus dem Mittelmeerraum hier ins gallische Hinterland verteilt. Ab dem 1. Jahrhundert nach Christus begannen die Handelsströme sich umzukehren, der Höhepunkt wurde im 2. Jahrhundert erreicht. Lokale Händler verschifften nun gallische Produkte nach Italien, darunter Wein, Keramik, Weizen, Baumaterialien aus den Steinbrüchen der nahen Gebirge und wohl auch Salz, das in der nahen Lagune gewonnen wurde. Speiseöl und Salzlake aus Hispanien wurde über Narbonne nach Italien transportiert.
Die Baugeschichte des Hafens an der damaligen Mündung der Aude südlich von Narbonne wird präsentiert, ebenso wie Modellbauten damaliger Schiffe. Handelswege werden anhand von Amphoren und anderen Ausstellungsstücken erläutert. Eine Multimediapräsentation erklärt die Position der Häfen, inklusive des Vorhafens auf der Île Saint Martin (heute zu Gruissan gehörig).

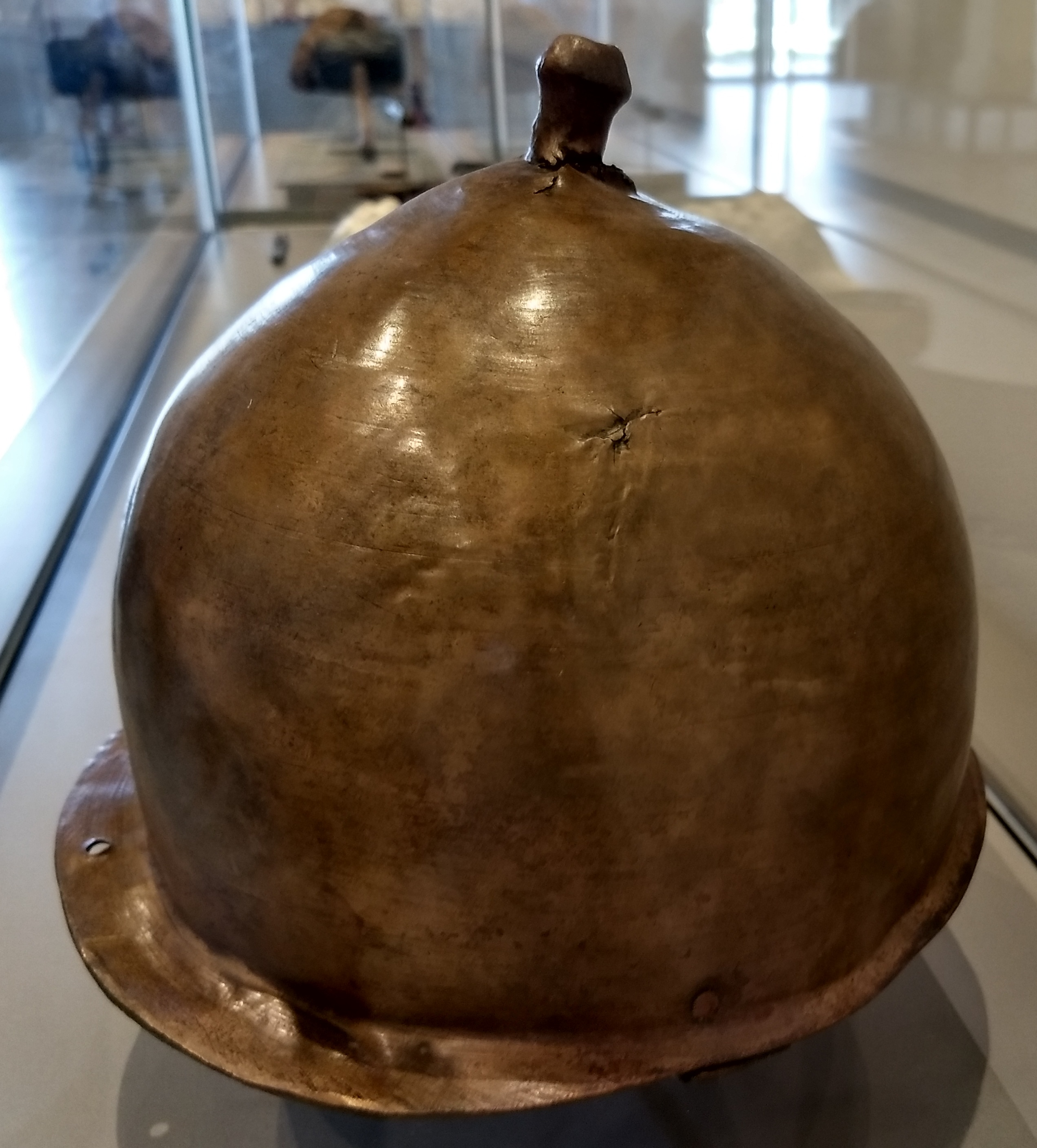
Helm aus einem römischen Schiffswrack, das in der Nähe Narbonnes gefunden wurde. Bronze und Blei, 2. – 1. Jh. v. Chr.
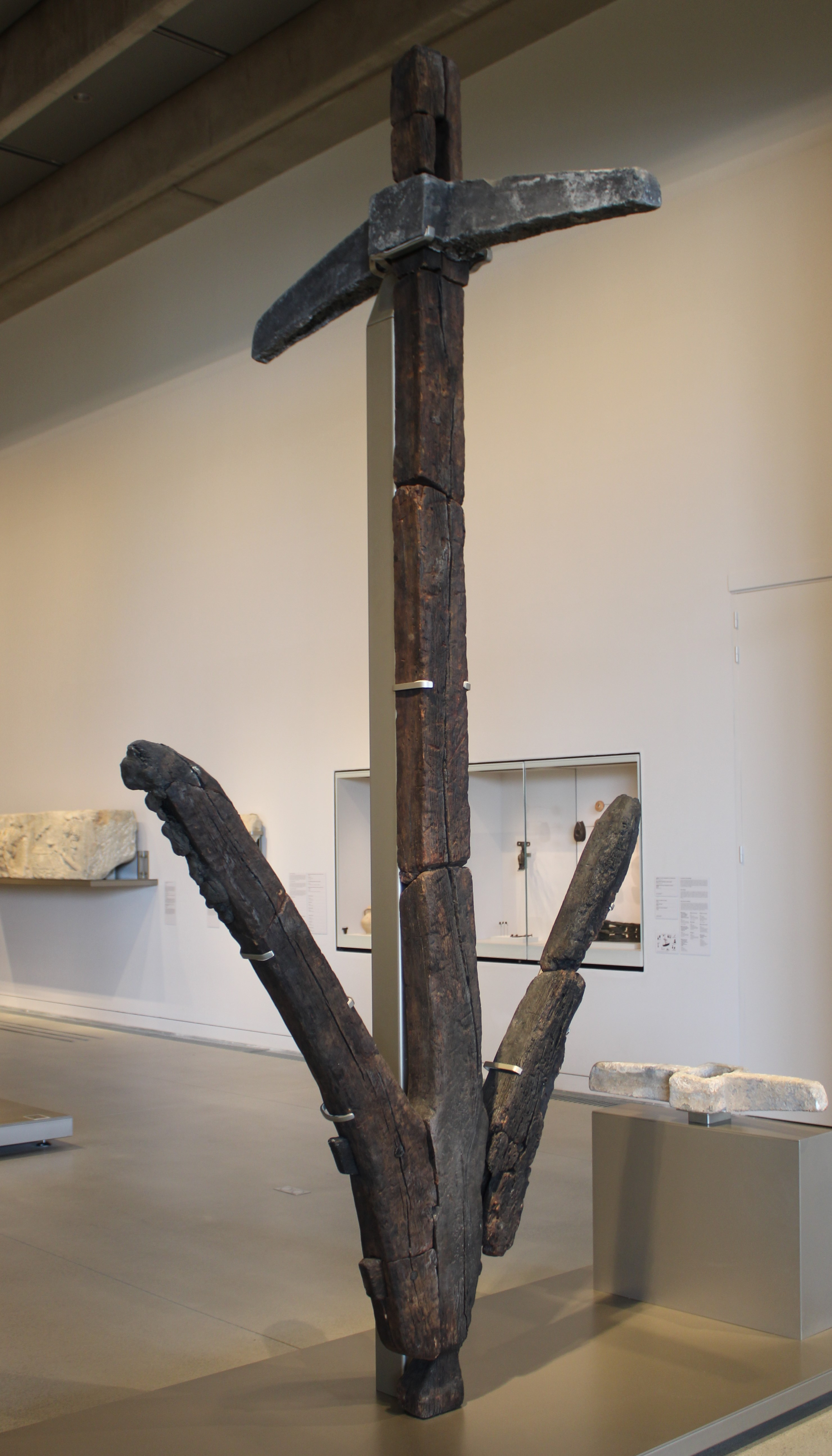
Anker eines Hochsee-Schiffes, Holz und Blei, 3,65 m, 366 kg. 1. Jh., entdeckt 1990 im nahen Étang de Bages.
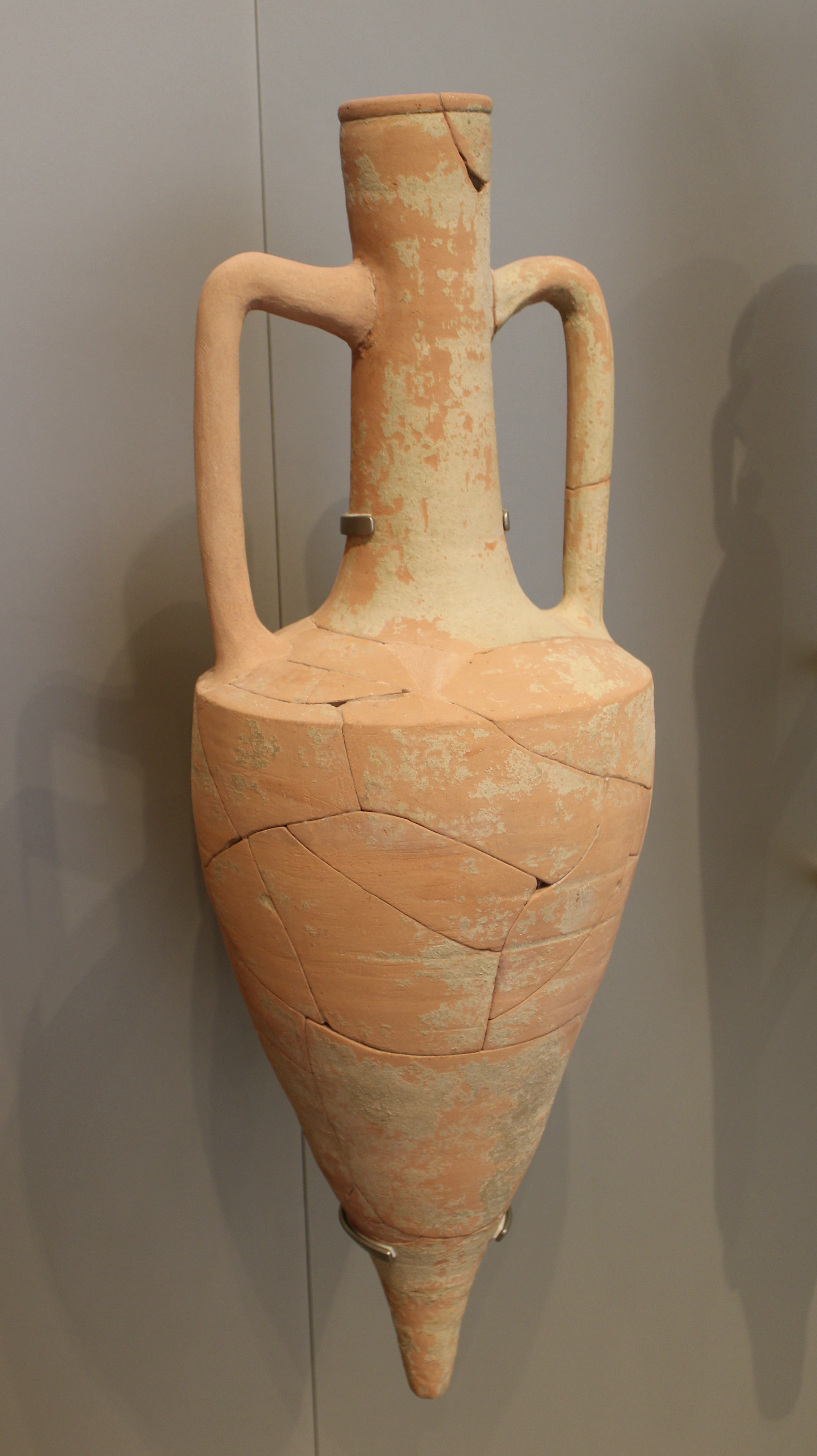
Amphore für Wein, aus Chios, um Christi Geburt.
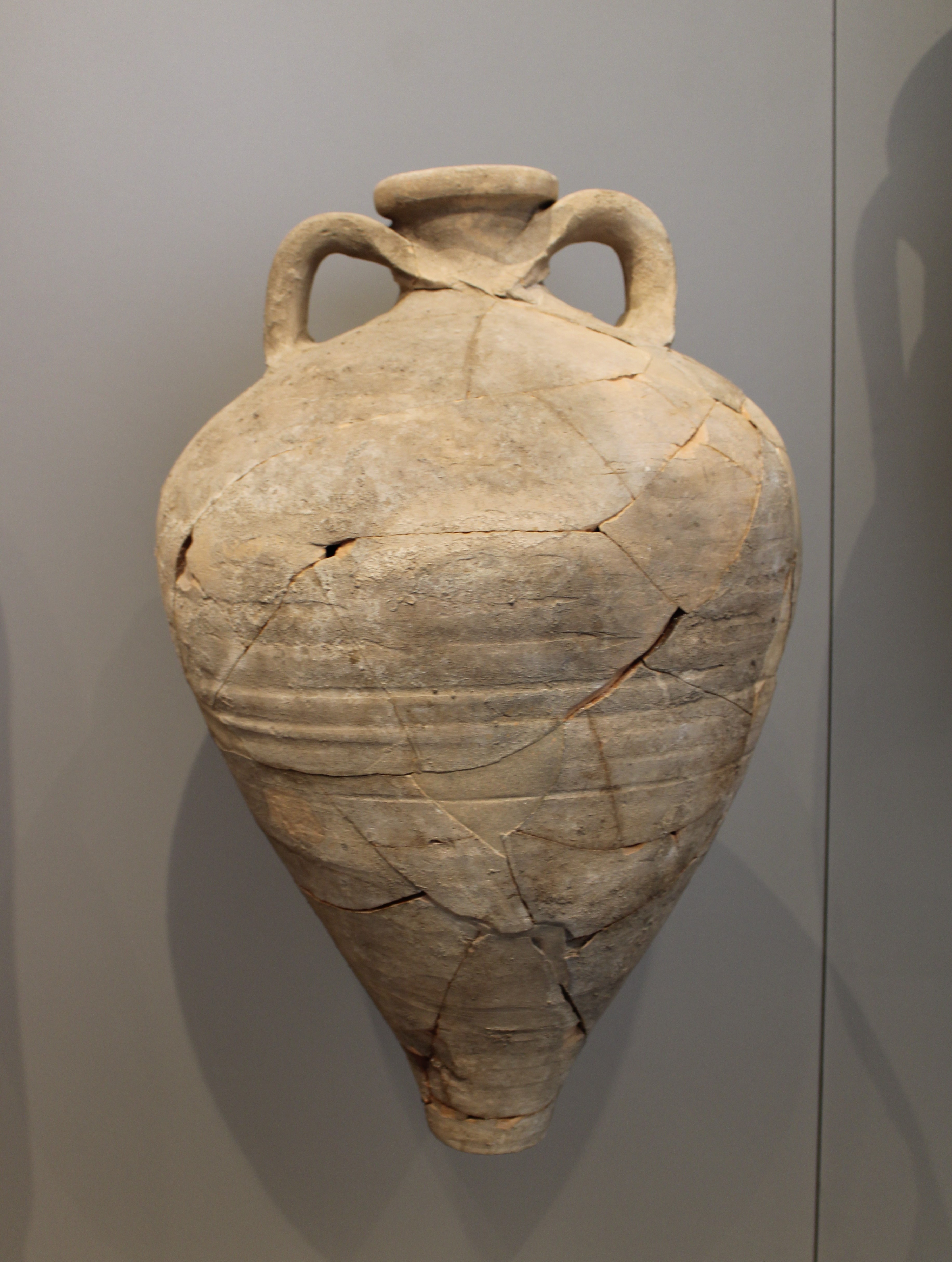
Amphore aus der Nähe Narbo Martius’ (heute „Musée Amphoralis“, Sallèles d’Aude), 80 - 200 n. Chr.
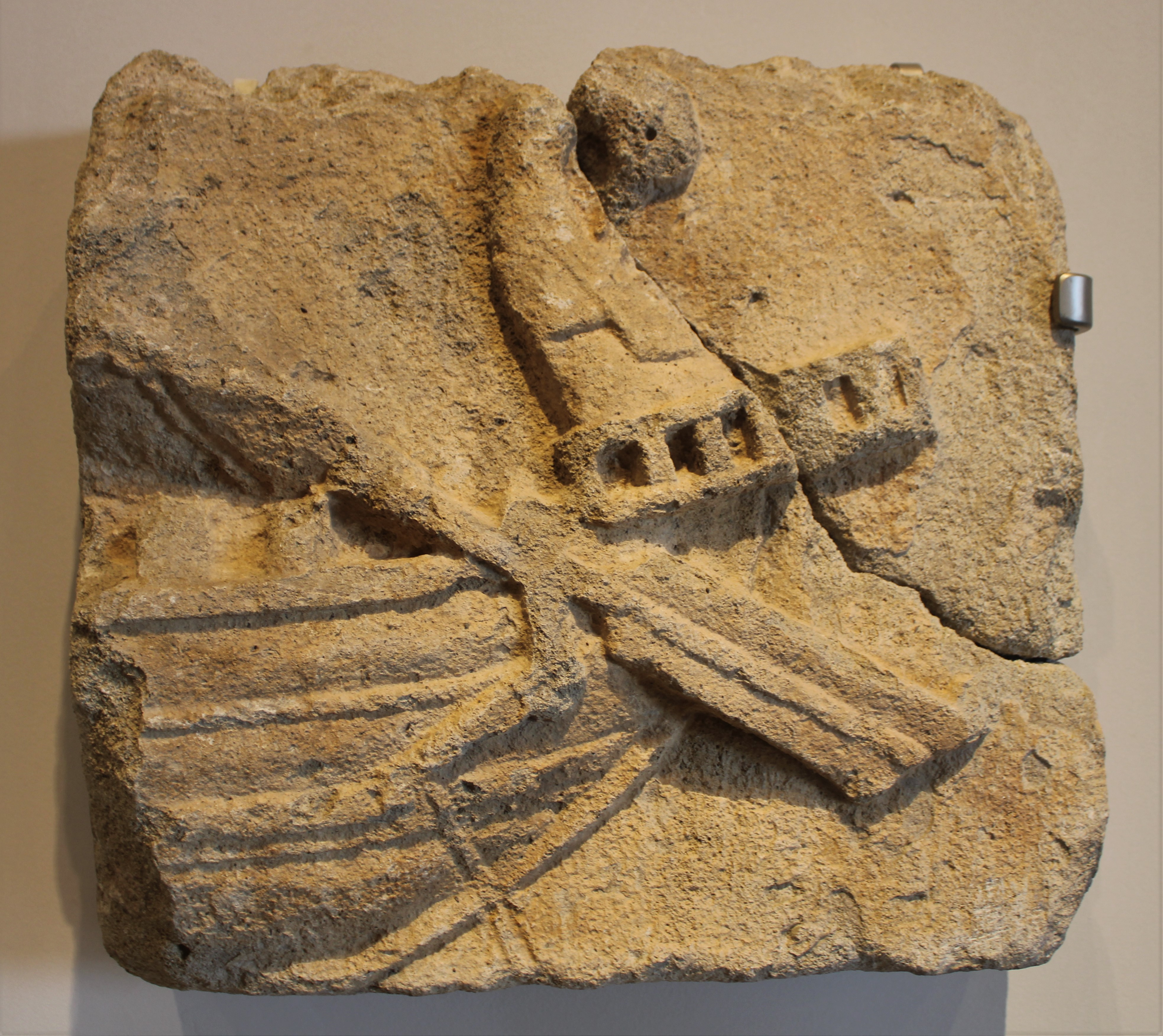
Relief eines Schiffshecks. Kaiserzeit, in der Stadtmauer des 16. Jh. wiederverwendet.
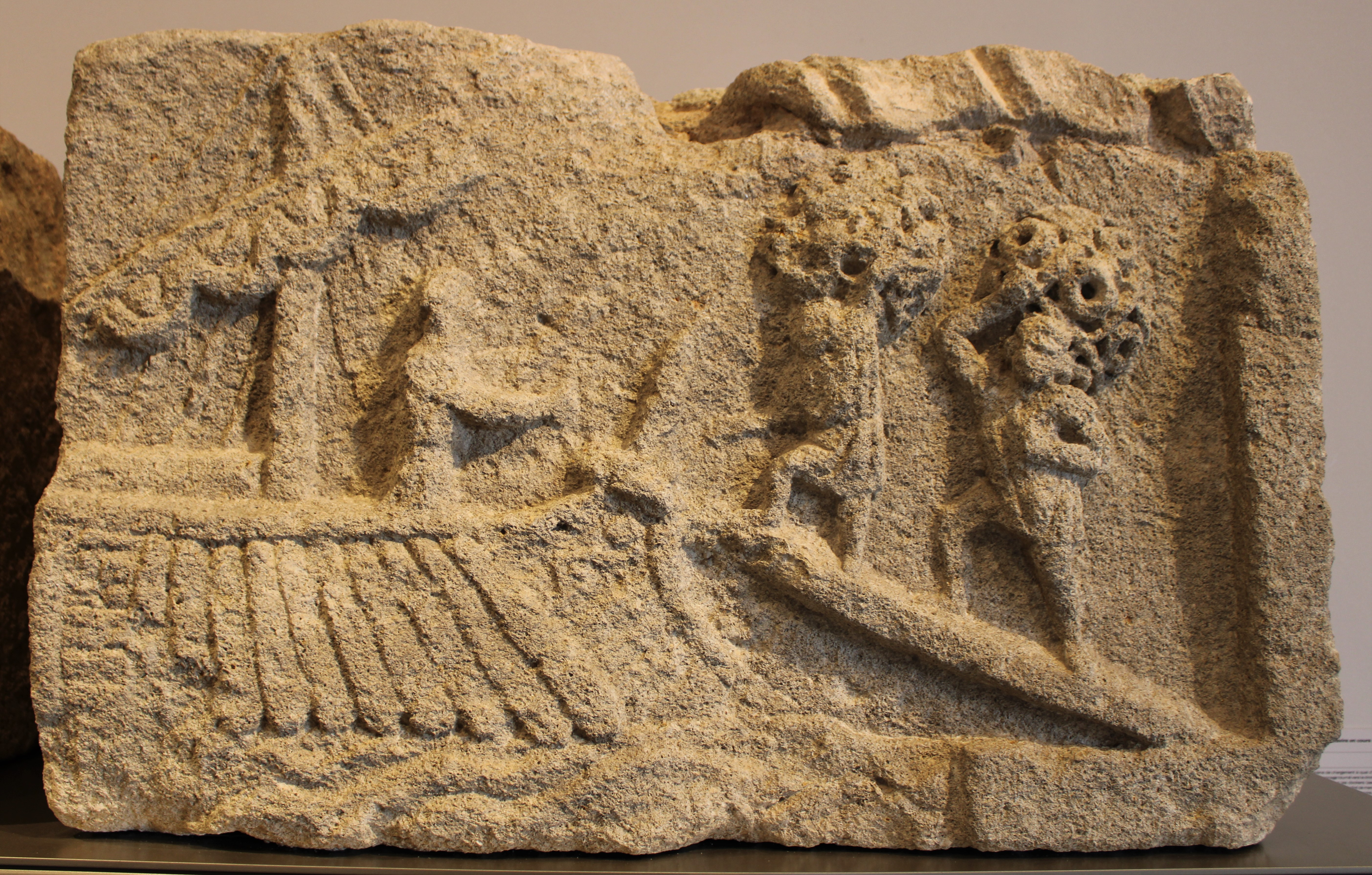
Relief eines Handelsschiffes während der Beladung. Kaiserzeit, in der Stadtmauer des 16. Jh. wiederverwendet.
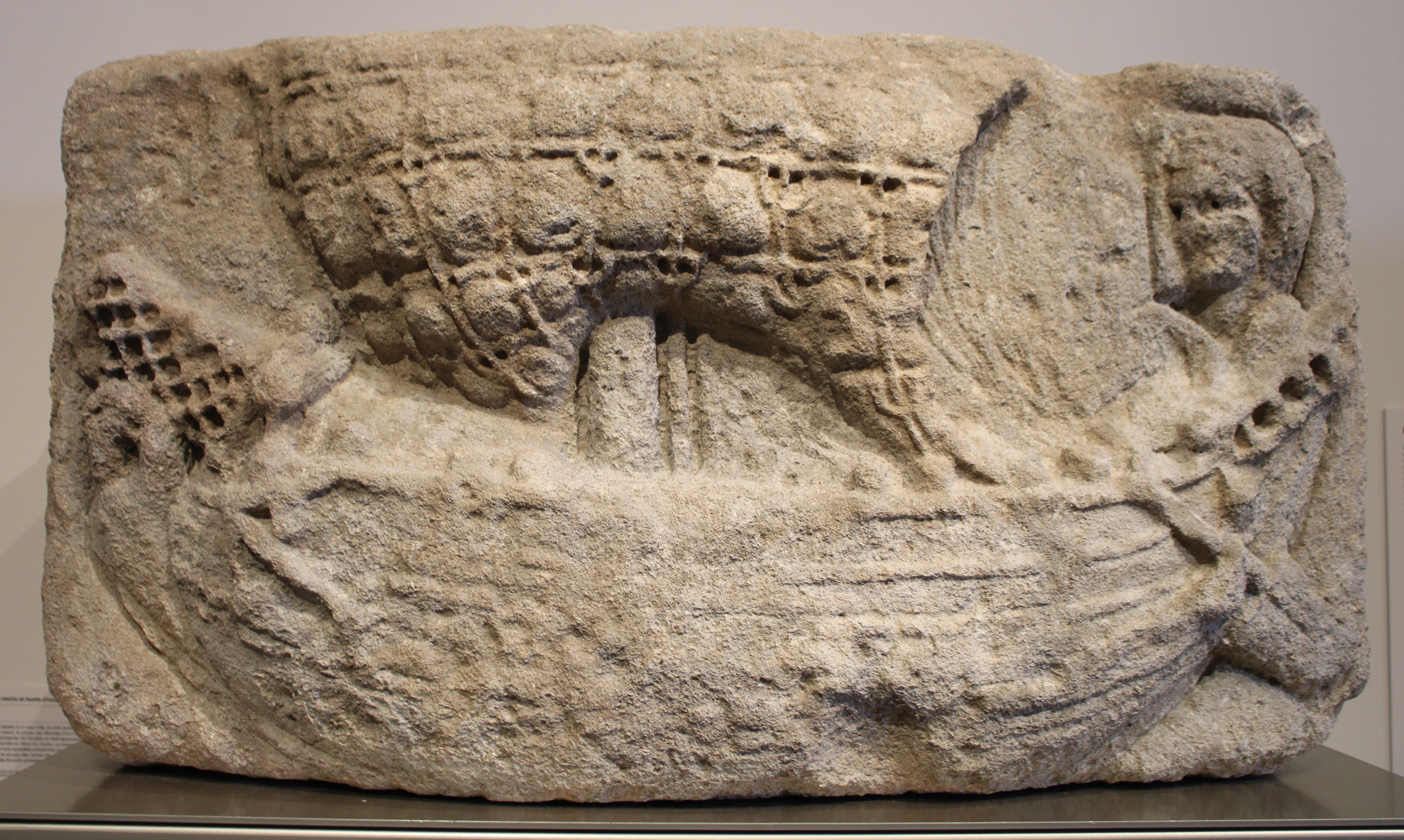
Relief mit Schiff, rechts eine verschleierte Frau, wohl eine Schutzgöttin. Kaiserzeit, in der Stadtmauer des 16. Jh. wiederverwendet.

### Narbonne, eine frühchristliche Metropole
Dieser Teil der Ausstellung zeigt Fundstücke frühen christlichen Lebens aus Narbo Martius.

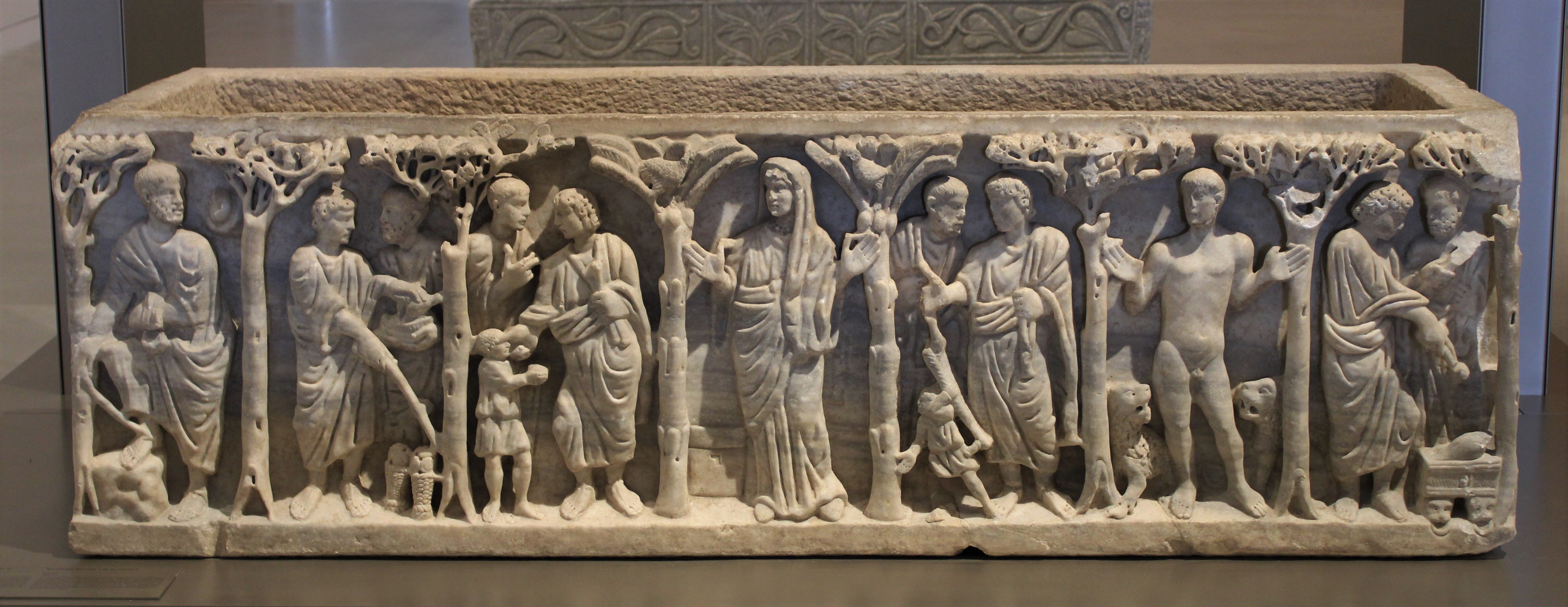
Marmor-Sarkophag mit Relief, 4. Jh. In der Mitte eine betende Frau, umgeben von biblischen Figuren. Entdeckt 1949.
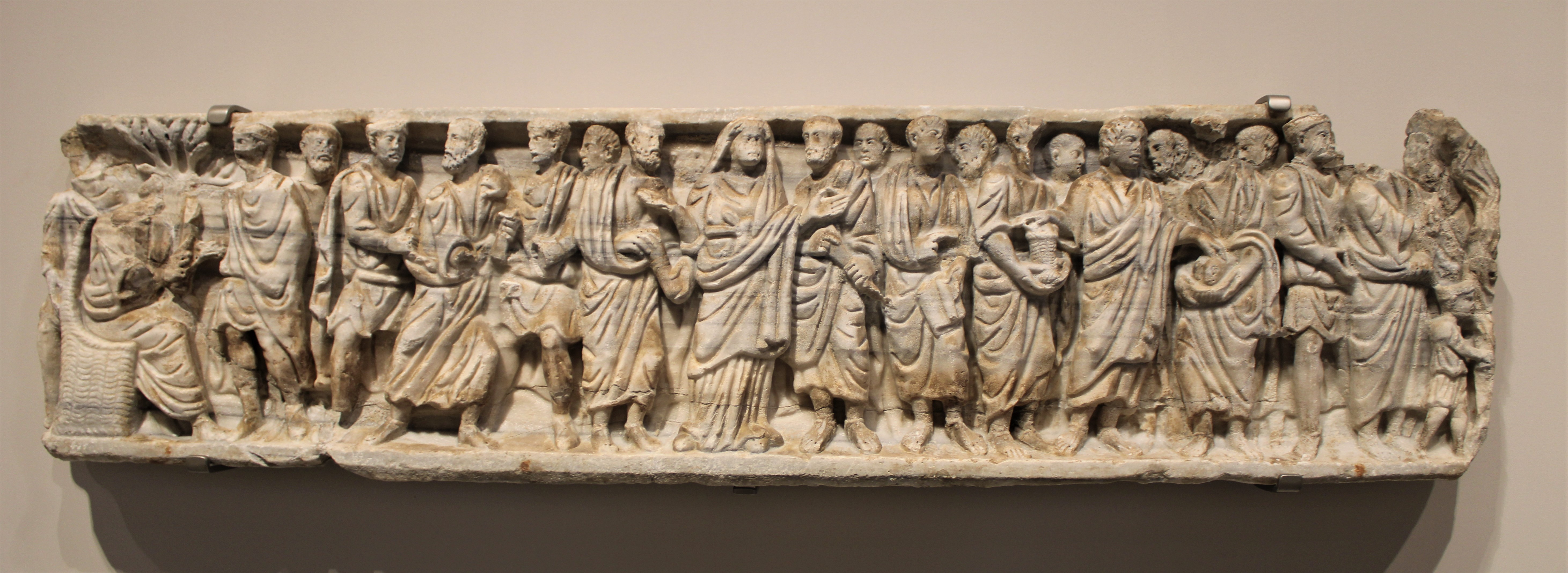
Teil eines Marmorsarkophags, 4. Jh. Im Gegensatz zur üblichen Darstellung der Zeit sind die Figuren hier nicht durch Bäume getrennt. Das Fragment wurde bei einem Narbonner Haus wieder verwertet.
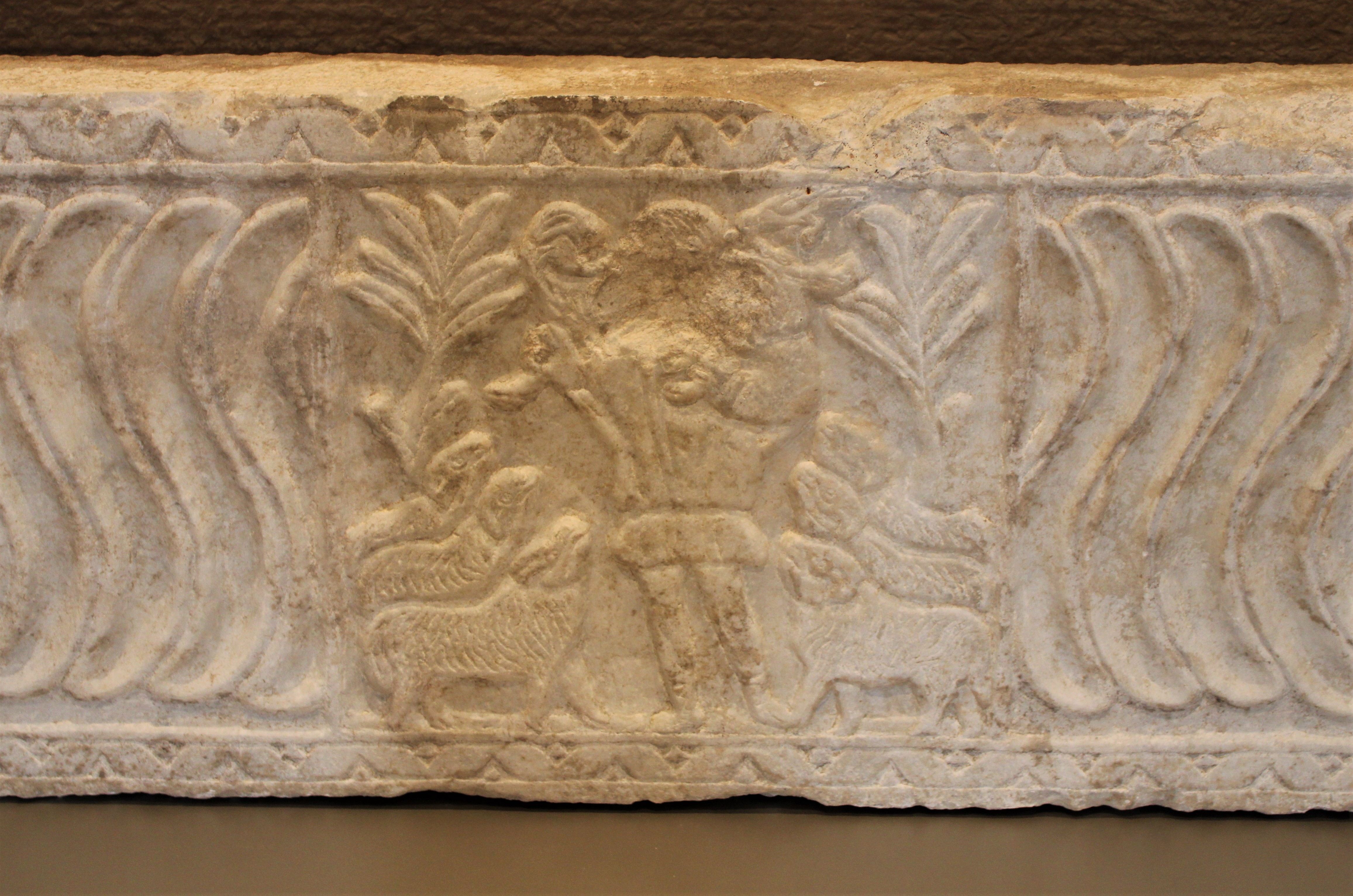
Sarkophag mit Darstellung des Guten Hirten aus einer Narbonner Werkstatt. 4. oder 5. Jh.
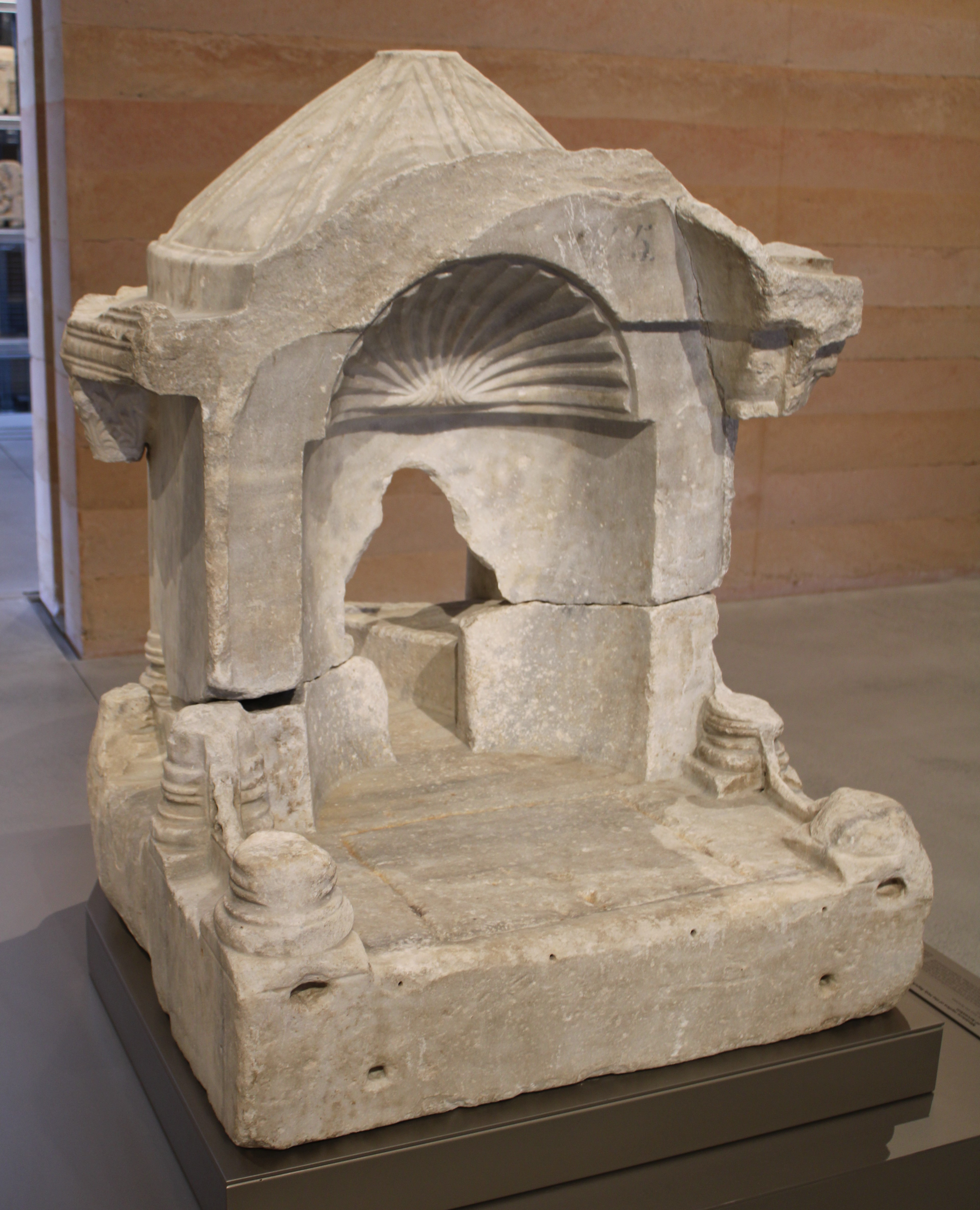
Nachbildung des Grab Jesu in Jerusalem. Marmor aus den Pyrenäen, 5. Jh.

## Geschichte
Die Initiative für ein neues archäologisches Museum in Narbonne wurde 2010 durch Georges Frêche gestartet, seinerzeit Präsident des Regionalrats der Region Languedoc-Roussillon. Als politische Ziele des Unternehmens wurden in einer Broschüre von 2018 formuliert, die glanzvolle Vergangenheit der Stadt Narbonne einem größeren Publikum zugänglich zu machen und allen die Möglichkeit zu geben, die außergewöhnlichen Sammlungen zu entdecken, gar die antike Stadt vor den Augen des Publikums wieder auferstehen zu lassen, ein regionales Zentrum für die Beschäftigung mit der römischen Kultur zu erschaffen, den Tourismus zu fördern und die regionale Identität zu stärken.
Jacques Michaud, Jurist, Spezialist für die Geschichte des römischen Rechts, ursprünglich aus Narbonne, langjähriger Professor an den Universitäten Perpignan und Montpellier, sowie Mitstreiter bei der Archäologischen Kommission Narbonnes, berichtete, dass er vor Jahrzehnten den ihm nahestehenden Georges Frêche dazu brachte, die römischen Schätze Narbonnes zu erkunden. Dazu gehörte auch ein Besuch der Kirche Notre-Dame de Lamourguier, in der im 20. Jahrhundert römische Steinblöcke gestapelt aufbewahrt wurden. Michaud berichtet über die Reaktion seines Freundes:

« Georges ma dit: ‹ On ne peut pas les laisser comme ca. Si j’etais quelqu’un, je ferais construire un grand musée pour les mettre en valeur comme ils le méritent. › Trente ans après, il était devenu président de région. Un jour, il m’appelle et me dit: ‹ Alors, on le fait, ce musée ? › C'est comme ça que tout a commencé. »

„Georges sagte zu mir: ‚Man kann sie doch nicht so lassen. Wenn ich jemand wäre würde ich ein großes Museum bauen lassen, um sie so auszustellen, wie sie es verdienen.‘ Dreißig Jahre später war er Präsident der Region geworden. Eines Tages rief er mich an und sagte: ‚Also, machen wir das, dieses Museum?‘ So hat alles angefangen.“

Michaud wurde Direktor des wissenschaftlichen Komitees, das das Projekt beaufsichtigte.
Der von der Region ausgeschriebene Architektenwettbewerb wurde von Foster + Partners gewonnen, der Agentur des britischen Architekten Norman Foster. Das Grundstück wurde von der Stadt Narbonne zur Verfügung gestellt.
Die Grundsteinlegung erfolgte am 10. November 2015, damals wurde mit einer Bauzeit von drei Jahren und einer Eröffnung Anfang 2019 geplant.
Anfang 2019 wurde die Eröffnung im Laufe des Jahres 2020 erwartet.
Im Mai 2020 rechnete man mit einer Eröffnung im folgenden Dezember.
Durch die COVID-19-Pandemie verzögerte sich die Eröffnung ein weiteres Mal und erfolgte schließlich am 19. Mai 2021.
Die Baukosten wurden ursprünglich mit 44 Millionen Euro angesetzt, bei der Grundsteinlegung mit 49,2 Millionen und 2019 mit über 50 Millionen. Getragen wurden sie von der Region (ab 2016 Okzitanien), unterstützt durch 6 Millionen vom Europäischen Fonds für regionale Entwicklung und 2 Millionen vom französischen Staat.
Die Zusammenstellung der Sammlung aus 15.000 Stücken begann bereits 2013. Sie wurde zusammengeführt aus Beständen des lokalen archäologischen Museums, des „Musée lapidaire“, welches römische Steinblöcke in der ehemaligen Kirche Notre-Dame de Lamourguier gestapelt ausstellte, des staatlichen archäologischen Depots Sainte-Rose und aus verschiedenen kleineren Beständen.
Der ursprünglich vorgesehene Name des Museums war „Musée régional de la Narbonne antique“, abgekürzt „MuRéNA“. 2018 wurde er fallen gelassen und auf „Narbo Via“ umentschieden.
Am 10. Dezember 2020 wurde Narbo Via der Status Musée de France verliehen.